# Chiếu hết hai nước (cờ vua)
Chiếu hết hai nước hay chiếu hết đần độn (tiếng Anh: Fool's mate) là chiếu hết chỉ sau ít nước đi nhất có thể từ vị trí bắt đầu của một ván cờ vua. Cách chiếu hết được diễn ra như sau, hoặc tương tự:
1. f3 e6
2. g4 Qh4 #
Quân đen có thể đạt được chiến thắng chỉ trong 2 nước khi kết thúc ván đấu với một nước chiếu bằng quân hậu. Chiếu hết đần độn được đặt tên như vậy bởi nó chỉ xảy ra khi quân Trắng phạm phải một sai lầm cực kỳ nghiêm trọng. Ngay cả trong số những người mới bắt đầu xếp hạng, thế chiếu hết này hiếm khi xảy ra trong thực tế.

## Ví dụ
Chiếu hết đần độn được đặt tên và mô tả trong The Royal Game of Chess-Play, một văn bản năm 1656 của Francis Beale phỏng theo tác phẩm của nhà văn viết sớm về cờ vua Gioachino Greco.
Trước giữa thế kỷ 19, không có quy ước phổ biến nào về việc Trắng hay Đen đi trước. Theo Francis Beale, điều này được quyết định trong một số cuộc thi trước đó hoặc quyết định do người chơi lựa chọn. Trong ví dụ của Beale, người chơi cầm quân đen sẽ đi trước, sau 2 lần đi quân đến các vị trí khác nhau của mỗi bên, quân Trắng sẽ giành được thế chiếu hết.
The Fooles Mate

Black Kings Biſhops pawne one houſe.

White Kings pawne one houſe.

Black kings knights pawne two houſes

White Queen gives Mate at the contrary kings Rookes fourth houſe— Beale, The Royall Game of Chesse-Play.

Ví dụ của Beale có thể được diễn giải theo thuật ngữ hiện đại khi Trắng luôn đi trước, ký hiệu đại số được sử dụng và Đen mang quân đi nhanh nhất có thể sau khi mỗi người chơi thực hiện hai nước đi: 1.f3 e6 2.g4 Qh4 #

Có tám cách khác nhau để có thể tạo ra thế chiếu hết này chỉ sau 2 nước. Trắng có thể xen kẽ thứ tự của các nước đi tốt f và g, Đen có thể chơi e6 hoặc e5 và Trắng có thể di chuyển tốt f của họ đến f3 hoặc f4.

## Biến thể
Các kiểu chiếu hết tương tự chiếu hết đần độn có thể xảy ra sớm trong ván đấu. Các thế cờ như vậy trong các ván đấu lịch sử được sử dụng để minh họa điểm yếu của các đường chéo e1–h4 và e8–h5 ngay từ đầu trò chơi. Trắng có thể chiếu hết với Đen bằng cách sử dụng một thế cờ gần giống với chiếu hết đần độn, mặc dù phải mất thêm một lượt.

### Trắng chiếu hết trong ba nước đi
|   | a | b | c | d | e | f | g | h |   |
| 8 | a8 black rook · b8 black knight · c8 black bishop · d8 black queen · e8 black king · f8 black bishop · g8 black knight · h8 black rook · a7 black pawn · b7 black pawn · c7 black pawn · d7 black pawn · e7 black pawn · h7 black pawn · f6 black pawn · g5 black pawn · d4 white pawn · e4 white pawn · a2 white pawn · b2 white pawn · c2 white pawn · f2 white pawn · g2 white pawn · h2 white pawn · a1 white rook · b1 white knight · c1 white bishop · d1 white queen · e1 white king · f1 white bishop · g1 white knight · h1 white rook | a8 black rook · b8 black knight · c8 black bishop · d8 black queen · e8 black king · f8 black bishop · g8 black knight · h8 black rook · a7 black pawn · b7 black pawn · c7 black pawn · d7 black pawn · e7 black pawn · h7 black pawn · f6 black pawn · g5 black pawn · d4 white pawn · e4 white pawn · a2 white pawn · b2 white pawn · c2 white pawn · f2 white pawn · g2 white pawn · h2 white pawn · a1 white rook · b1 white knight · c1 white bishop · d1 white queen · e1 white king · f1 white bishop · g1 white knight · h1 white rook | a8 black rook · b8 black knight · c8 black bishop · d8 black queen · e8 black king · f8 black bishop · g8 black knight · h8 black rook · a7 black pawn · b7 black pawn · c7 black pawn · d7 black pawn · e7 black pawn · h7 black pawn · f6 black pawn · g5 black pawn · d4 white pawn · e4 white pawn · a2 white pawn · b2 white pawn · c2 white pawn · f2 white pawn · g2 white pawn · h2 white pawn · a1 white rook · b1 white knight · c1 white bishop · d1 white queen · e1 white king · f1 white bishop · g1 white knight · h1 white rook | a8 black rook · b8 black knight · c8 black bishop · d8 black queen · e8 black king · f8 black bishop · g8 black knight · h8 black rook · a7 black pawn · b7 black pawn · c7 black pawn · d7 black pawn · e7 black pawn · h7 black pawn · f6 black pawn · g5 black pawn · d4 white pawn · e4 white pawn · a2 white pawn · b2 white pawn · c2 white pawn · f2 white pawn · g2 white pawn · h2 white pawn · a1 white rook · b1 white knight · c1 white bishop · d1 white queen · e1 white king · f1 white bishop · g1 white knight · h1 white rook | a8 black rook · b8 black knight · c8 black bishop · d8 black queen · e8 black king · f8 black bishop · g8 black knight · h8 black rook · a7 black pawn · b7 black pawn · c7 black pawn · d7 black pawn · e7 black pawn · h7 black pawn · f6 black pawn · g5 black pawn · d4 white pawn · e4 white pawn · a2 white pawn · b2 white pawn · c2 white pawn · f2 white pawn · g2 white pawn · h2 white pawn · a1 white rook · b1 white knight · c1 white bishop · d1 white queen · e1 white king · f1 white bishop · g1 white knight · h1 white rook | a8 black rook · b8 black knight · c8 black bishop · d8 black queen · e8 black king · f8 black bishop · g8 black knight · h8 black rook · a7 black pawn · b7 black pawn · c7 black pawn · d7 black pawn · e7 black pawn · h7 black pawn · f6 black pawn · g5 black pawn · d4 white pawn · e4 white pawn · a2 white pawn · b2 white pawn · c2 white pawn · f2 white pawn · g2 white pawn · h2 white pawn · a1 white rook · b1 white knight · c1 white bishop · d1 white queen · e1 white king · f1 white bishop · g1 white knight · h1 white rook | a8 black rook · b8 black knight · c8 black bishop · d8 black queen · e8 black king · f8 black bishop · g8 black knight · h8 black rook · a7 black pawn · b7 black pawn · c7 black pawn · d7 black pawn · e7 black pawn · h7 black pawn · f6 black pawn · g5 black pawn · d4 white pawn · e4 white pawn · a2 white pawn · b2 white pawn · c2 white pawn · f2 white pawn · g2 white pawn · h2 white pawn · a1 white rook · b1 white knight · c1 white bishop · d1 white queen · e1 white king · f1 white bishop · g1 white knight · h1 white rook | a8 black rook · b8 black knight · c8 black bishop · d8 black queen · e8 black king · f8 black bishop · g8 black knight · h8 black rook · a7 black pawn · b7 black pawn · c7 black pawn · d7 black pawn · e7 black pawn · h7 black pawn · f6 black pawn · g5 black pawn · d4 white pawn · e4 white pawn · a2 white pawn · b2 white pawn · c2 white pawn · f2 white pawn · g2 white pawn · h2 white pawn · a1 white rook · b1 white knight · c1 white bishop · d1 white queen · e1 white king · f1 white bishop · g1 white knight · h1 white rook | 8 |
| 7 | a8 black rook · b8 black knight · c8 black bishop · d8 black queen · e8 black king · f8 black bishop · g8 black knight · h8 black rook · a7 black pawn · b7 black pawn · c7 black pawn · d7 black pawn · e7 black pawn · h7 black pawn · f6 black pawn · g5 black pawn · d4 white pawn · e4 white pawn · a2 white pawn · b2 white pawn · c2 white pawn · f2 white pawn · g2 white pawn · h2 white pawn · a1 white rook · b1 white knight · c1 white bishop · d1 white queen · e1 white king · f1 white bishop · g1 white knight · h1 white rook | a8 black rook · b8 black knight · c8 black bishop · d8 black queen · e8 black king · f8 black bishop · g8 black knight · h8 black rook · a7 black pawn · b7 black pawn · c7 black pawn · d7 black pawn · e7 black pawn · h7 black pawn · f6 black pawn · g5 black pawn · d4 white pawn · e4 white pawn · a2 white pawn · b2 white pawn · c2 white pawn · f2 white pawn · g2 white pawn · h2 white pawn · a1 white rook · b1 white knight · c1 white bishop · d1 white queen · e1 white king · f1 white bishop · g1 white knight · h1 white rook | a8 black rook · b8 black knight · c8 black bishop · d8 black queen · e8 black king · f8 black bishop · g8 black knight · h8 black rook · a7 black pawn · b7 black pawn · c7 black pawn · d7 black pawn · e7 black pawn · h7 black pawn · f6 black pawn · g5 black pawn · d4 white pawn · e4 white pawn · a2 white pawn · b2 white pawn · c2 white pawn · f2 white pawn · g2 white pawn · h2 white pawn · a1 white rook · b1 white knight · c1 white bishop · d1 white queen · e1 white king · f1 white bishop · g1 white knight · h1 white rook | a8 black rook · b8 black knight · c8 black bishop · d8 black queen · e8 black king · f8 black bishop · g8 black knight · h8 black rook · a7 black pawn · b7 black pawn · c7 black pawn · d7 black pawn · e7 black pawn · h7 black pawn · f6 black pawn · g5 black pawn · d4 white pawn · e4 white pawn · a2 white pawn · b2 white pawn · c2 white pawn · f2 white pawn · g2 white pawn · h2 white pawn · a1 white rook · b1 white knight · c1 white bishop · d1 white queen · e1 white king · f1 white bishop · g1 white knight · h1 white rook | a8 black rook · b8 black knight · c8 black bishop · d8 black queen · e8 black king · f8 black bishop · g8 black knight · h8 black rook · a7 black pawn · b7 black pawn · c7 black pawn · d7 black pawn · e7 black pawn · h7 black pawn · f6 black pawn · g5 black pawn · d4 white pawn · e4 white pawn · a2 white pawn · b2 white pawn · c2 white pawn · f2 white pawn · g2 white pawn · h2 white pawn · a1 white rook · b1 white knight · c1 white bishop · d1 white queen · e1 white king · f1 white bishop · g1 white knight · h1 white rook | a8 black rook · b8 black knight · c8 black bishop · d8 black queen · e8 black king · f8 black bishop · g8 black knight · h8 black rook · a7 black pawn · b7 black pawn · c7 black pawn · d7 black pawn · e7 black pawn · h7 black pawn · f6 black pawn · g5 black pawn · d4 white pawn · e4 white pawn · a2 white pawn · b2 white pawn · c2 white pawn · f2 white pawn · g2 white pawn · h2 white pawn · a1 white rook · b1 white knight · c1 white bishop · d1 white queen · e1 white king · f1 white bishop · g1 white knight · h1 white rook | a8 black rook · b8 black knight · c8 black bishop · d8 black queen · e8 black king · f8 black bishop · g8 black knight · h8 black rook · a7 black pawn · b7 black pawn · c7 black pawn · d7 black pawn · e7 black pawn · h7 black pawn · f6 black pawn · g5 black pawn · d4 white pawn · e4 white pawn · a2 white pawn · b2 white pawn · c2 white pawn · f2 white pawn · g2 white pawn · h2 white pawn · a1 white rook · b1 white knight · c1 white bishop · d1 white queen · e1 white king · f1 white bishop · g1 white knight · h1 white rook | a8 black rook · b8 black knight · c8 black bishop · d8 black queen · e8 black king · f8 black bishop · g8 black knight · h8 black rook · a7 black pawn · b7 black pawn · c7 black pawn · d7 black pawn · e7 black pawn · h7 black pawn · f6 black pawn · g5 black pawn · d4 white pawn · e4 white pawn · a2 white pawn · b2 white pawn · c2 white pawn · f2 white pawn · g2 white pawn · h2 white pawn · a1 white rook · b1 white knight · c1 white bishop · d1 white queen · e1 white king · f1 white bishop · g1 white knight · h1 white rook | 7 |
| 6 | a8 black rook · b8 black knight · c8 black bishop · d8 black queen · e8 black king · f8 black bishop · g8 black knight · h8 black rook · a7 black pawn · b7 black pawn · c7 black pawn · d7 black pawn · e7 black pawn · h7 black pawn · f6 black pawn · g5 black pawn · d4 white pawn · e4 white pawn · a2 white pawn · b2 white pawn · c2 white pawn · f2 white pawn · g2 white pawn · h2 white pawn · a1 white rook · b1 white knight · c1 white bishop · d1 white queen · e1 white king · f1 white bishop · g1 white knight · h1 white rook | a8 black rook · b8 black knight · c8 black bishop · d8 black queen · e8 black king · f8 black bishop · g8 black knight · h8 black rook · a7 black pawn · b7 black pawn · c7 black pawn · d7 black pawn · e7 black pawn · h7 black pawn · f6 black pawn · g5 black pawn · d4 white pawn · e4 white pawn · a2 white pawn · b2 white pawn · c2 white pawn · f2 white pawn · g2 white pawn · h2 white pawn · a1 white rook · b1 white knight · c1 white bishop · d1 white queen · e1 white king · f1 white bishop · g1 white knight · h1 white rook | a8 black rook · b8 black knight · c8 black bishop · d8 black queen · e8 black king · f8 black bishop · g8 black knight · h8 black rook · a7 black pawn · b7 black pawn · c7 black pawn · d7 black pawn · e7 black pawn · h7 black pawn · f6 black pawn · g5 black pawn · d4 white pawn · e4 white pawn · a2 white pawn · b2 white pawn · c2 white pawn · f2 white pawn · g2 white pawn · h2 white pawn · a1 white rook · b1 white knight · c1 white bishop · d1 white queen · e1 white king · f1 white bishop · g1 white knight · h1 white rook | a8 black rook · b8 black knight · c8 black bishop · d8 black queen · e8 black king · f8 black bishop · g8 black knight · h8 black rook · a7 black pawn · b7 black pawn · c7 black pawn · d7 black pawn · e7 black pawn · h7 black pawn · f6 black pawn · g5 black pawn · d4 white pawn · e4 white pawn · a2 white pawn · b2 white pawn · c2 white pawn · f2 white pawn · g2 white pawn · h2 white pawn · a1 white rook · b1 white knight · c1 white bishop · d1 white queen · e1 white king · f1 white bishop · g1 white knight · h1 white rook | a8 black rook · b8 black knight · c8 black bishop · d8 black queen · e8 black king · f8 black bishop · g8 black knight · h8 black rook · a7 black pawn · b7 black pawn · c7 black pawn · d7 black pawn · e7 black pawn · h7 black pawn · f6 black pawn · g5 black pawn · d4 white pawn · e4 white pawn · a2 white pawn · b2 white pawn · c2 white pawn · f2 white pawn · g2 white pawn · h2 white pawn · a1 white rook · b1 white knight · c1 white bishop · d1 white queen · e1 white king · f1 white bishop · g1 white knight · h1 white rook | a8 black rook · b8 black knight · c8 black bishop · d8 black queen · e8 black king · f8 black bishop · g8 black knight · h8 black rook · a7 black pawn · b7 black pawn · c7 black pawn · d7 black pawn · e7 black pawn · h7 black pawn · f6 black pawn · g5 black pawn · d4 white pawn · e4 white pawn · a2 white pawn · b2 white pawn · c2 white pawn · f2 white pawn · g2 white pawn · h2 white pawn · a1 white rook · b1 white knight · c1 white bishop · d1 white queen · e1 white king · f1 white bishop · g1 white knight · h1 white rook | a8 black rook · b8 black knight · c8 black bishop · d8 black queen · e8 black king · f8 black bishop · g8 black knight · h8 black rook · a7 black pawn · b7 black pawn · c7 black pawn · d7 black pawn · e7 black pawn · h7 black pawn · f6 black pawn · g5 black pawn · d4 white pawn · e4 white pawn · a2 white pawn · b2 white pawn · c2 white pawn · f2 white pawn · g2 white pawn · h2 white pawn · a1 white rook · b1 white knight · c1 white bishop · d1 white queen · e1 white king · f1 white bishop · g1 white knight · h1 white rook | a8 black rook · b8 black knight · c8 black bishop · d8 black queen · e8 black king · f8 black bishop · g8 black knight · h8 black rook · a7 black pawn · b7 black pawn · c7 black pawn · d7 black pawn · e7 black pawn · h7 black pawn · f6 black pawn · g5 black pawn · d4 white pawn · e4 white pawn · a2 white pawn · b2 white pawn · c2 white pawn · f2 white pawn · g2 white pawn · h2 white pawn · a1 white rook · b1 white knight · c1 white bishop · d1 white queen · e1 white king · f1 white bishop · g1 white knight · h1 white rook | 6 |
| 5 | a8 black rook · b8 black knight · c8 black bishop · d8 black queen · e8 black king · f8 black bishop · g8 black knight · h8 black rook · a7 black pawn · b7 black pawn · c7 black pawn · d7 black pawn · e7 black pawn · h7 black pawn · f6 black pawn · g5 black pawn · d4 white pawn · e4 white pawn · a2 white pawn · b2 white pawn · c2 white pawn · f2 white pawn · g2 white pawn · h2 white pawn · a1 white rook · b1 white knight · c1 white bishop · d1 white queen · e1 white king · f1 white bishop · g1 white knight · h1 white rook | a8 black rook · b8 black knight · c8 black bishop · d8 black queen · e8 black king · f8 black bishop · g8 black knight · h8 black rook · a7 black pawn · b7 black pawn · c7 black pawn · d7 black pawn · e7 black pawn · h7 black pawn · f6 black pawn · g5 black pawn · d4 white pawn · e4 white pawn · a2 white pawn · b2 white pawn · c2 white pawn · f2 white pawn · g2 white pawn · h2 white pawn · a1 white rook · b1 white knight · c1 white bishop · d1 white queen · e1 white king · f1 white bishop · g1 white knight · h1 white rook | a8 black rook · b8 black knight · c8 black bishop · d8 black queen · e8 black king · f8 black bishop · g8 black knight · h8 black rook · a7 black pawn · b7 black pawn · c7 black pawn · d7 black pawn · e7 black pawn · h7 black pawn · f6 black pawn · g5 black pawn · d4 white pawn · e4 white pawn · a2 white pawn · b2 white pawn · c2 white pawn · f2 white pawn · g2 white pawn · h2 white pawn · a1 white rook · b1 white knight · c1 white bishop · d1 white queen · e1 white king · f1 white bishop · g1 white knight · h1 white rook | a8 black rook · b8 black knight · c8 black bishop · d8 black queen · e8 black king · f8 black bishop · g8 black knight · h8 black rook · a7 black pawn · b7 black pawn · c7 black pawn · d7 black pawn · e7 black pawn · h7 black pawn · f6 black pawn · g5 black pawn · d4 white pawn · e4 white pawn · a2 white pawn · b2 white pawn · c2 white pawn · f2 white pawn · g2 white pawn · h2 white pawn · a1 white rook · b1 white knight · c1 white bishop · d1 white queen · e1 white king · f1 white bishop · g1 white knight · h1 white rook | a8 black rook · b8 black knight · c8 black bishop · d8 black queen · e8 black king · f8 black bishop · g8 black knight · h8 black rook · a7 black pawn · b7 black pawn · c7 black pawn · d7 black pawn · e7 black pawn · h7 black pawn · f6 black pawn · g5 black pawn · d4 white pawn · e4 white pawn · a2 white pawn · b2 white pawn · c2 white pawn · f2 white pawn · g2 white pawn · h2 white pawn · a1 white rook · b1 white knight · c1 white bishop · d1 white queen · e1 white king · f1 white bishop · g1 white knight · h1 white rook | a8 black rook · b8 black knight · c8 black bishop · d8 black queen · e8 black king · f8 black bishop · g8 black knight · h8 black rook · a7 black pawn · b7 black pawn · c7 black pawn · d7 black pawn · e7 black pawn · h7 black pawn · f6 black pawn · g5 black pawn · d4 white pawn · e4 white pawn · a2 white pawn · b2 white pawn · c2 white pawn · f2 white pawn · g2 white pawn · h2 white pawn · a1 white rook · b1 white knight · c1 white bishop · d1 white queen · e1 white king · f1 white bishop · g1 white knight · h1 white rook | a8 black rook · b8 black knight · c8 black bishop · d8 black queen · e8 black king · f8 black bishop · g8 black knight · h8 black rook · a7 black pawn · b7 black pawn · c7 black pawn · d7 black pawn · e7 black pawn · h7 black pawn · f6 black pawn · g5 black pawn · d4 white pawn · e4 white pawn · a2 white pawn · b2 white pawn · c2 white pawn · f2 white pawn · g2 white pawn · h2 white pawn · a1 white rook · b1 white knight · c1 white bishop · d1 white queen · e1 white king · f1 white bishop · g1 white knight · h1 white rook | a8 black rook · b8 black knight · c8 black bishop · d8 black queen · e8 black king · f8 black bishop · g8 black knight · h8 black rook · a7 black pawn · b7 black pawn · c7 black pawn · d7 black pawn · e7 black pawn · h7 black pawn · f6 black pawn · g5 black pawn · d4 white pawn · e4 white pawn · a2 white pawn · b2 white pawn · c2 white pawn · f2 white pawn · g2 white pawn · h2 white pawn · a1 white rook · b1 white knight · c1 white bishop · d1 white queen · e1 white king · f1 white bishop · g1 white knight · h1 white rook | 5 |
| 4 | a8 black rook · b8 black knight · c8 black bishop · d8 black queen · e8 black king · f8 black bishop · g8 black knight · h8 black rook · a7 black pawn · b7 black pawn · c7 black pawn · d7 black pawn · e7 black pawn · h7 black pawn · f6 black pawn · g5 black pawn · d4 white pawn · e4 white pawn · a2 white pawn · b2 white pawn · c2 white pawn · f2 white pawn · g2 white pawn · h2 white pawn · a1 white rook · b1 white knight · c1 white bishop · d1 white queen · e1 white king · f1 white bishop · g1 white knight · h1 white rook | a8 black rook · b8 black knight · c8 black bishop · d8 black queen · e8 black king · f8 black bishop · g8 black knight · h8 black rook · a7 black pawn · b7 black pawn · c7 black pawn · d7 black pawn · e7 black pawn · h7 black pawn · f6 black pawn · g5 black pawn · d4 white pawn · e4 white pawn · a2 white pawn · b2 white pawn · c2 white pawn · f2 white pawn · g2 white pawn · h2 white pawn · a1 white rook · b1 white knight · c1 white bishop · d1 white queen · e1 white king · f1 white bishop · g1 white knight · h1 white rook | a8 black rook · b8 black knight · c8 black bishop · d8 black queen · e8 black king · f8 black bishop · g8 black knight · h8 black rook · a7 black pawn · b7 black pawn · c7 black pawn · d7 black pawn · e7 black pawn · h7 black pawn · f6 black pawn · g5 black pawn · d4 white pawn · e4 white pawn · a2 white pawn · b2 white pawn · c2 white pawn · f2 white pawn · g2 white pawn · h2 white pawn · a1 white rook · b1 white knight · c1 white bishop · d1 white queen · e1 white king · f1 white bishop · g1 white knight · h1 white rook | a8 black rook · b8 black knight · c8 black bishop · d8 black queen · e8 black king · f8 black bishop · g8 black knight · h8 black rook · a7 black pawn · b7 black pawn · c7 black pawn · d7 black pawn · e7 black pawn · h7 black pawn · f6 black pawn · g5 black pawn · d4 white pawn · e4 white pawn · a2 white pawn · b2 white pawn · c2 white pawn · f2 white pawn · g2 white pawn · h2 white pawn · a1 white rook · b1 white knight · c1 white bishop · d1 white queen · e1 white king · f1 white bishop · g1 white knight · h1 white rook | a8 black rook · b8 black knight · c8 black bishop · d8 black queen · e8 black king · f8 black bishop · g8 black knight · h8 black rook · a7 black pawn · b7 black pawn · c7 black pawn · d7 black pawn · e7 black pawn · h7 black pawn · f6 black pawn · g5 black pawn · d4 white pawn · e4 white pawn · a2 white pawn · b2 white pawn · c2 white pawn · f2 white pawn · g2 white pawn · h2 white pawn · a1 white rook · b1 white knight · c1 white bishop · d1 white queen · e1 white king · f1 white bishop · g1 white knight · h1 white rook | a8 black rook · b8 black knight · c8 black bishop · d8 black queen · e8 black king · f8 black bishop · g8 black knight · h8 black rook · a7 black pawn · b7 black pawn · c7 black pawn · d7 black pawn · e7 black pawn · h7 black pawn · f6 black pawn · g5 black pawn · d4 white pawn · e4 white pawn · a2 white pawn · b2 white pawn · c2 white pawn · f2 white pawn · g2 white pawn · h2 white pawn · a1 white rook · b1 white knight · c1 white bishop · d1 white queen · e1 white king · f1 white bishop · g1 white knight · h1 white rook | a8 black rook · b8 black knight · c8 black bishop · d8 black queen · e8 black king · f8 black bishop · g8 black knight · h8 black rook · a7 black pawn · b7 black pawn · c7 black pawn · d7 black pawn · e7 black pawn · h7 black pawn · f6 black pawn · g5 black pawn · d4 white pawn · e4 white pawn · a2 white pawn · b2 white pawn · c2 white pawn · f2 white pawn · g2 white pawn · h2 white pawn · a1 white rook · b1 white knight · c1 white bishop · d1 white queen · e1 white king · f1 white bishop · g1 white knight · h1 white rook | a8 black rook · b8 black knight · c8 black bishop · d8 black queen · e8 black king · f8 black bishop · g8 black knight · h8 black rook · a7 black pawn · b7 black pawn · c7 black pawn · d7 black pawn · e7 black pawn · h7 black pawn · f6 black pawn · g5 black pawn · d4 white pawn · e4 white pawn · a2 white pawn · b2 white pawn · c2 white pawn · f2 white pawn · g2 white pawn · h2 white pawn · a1 white rook · b1 white knight · c1 white bishop · d1 white queen · e1 white king · f1 white bishop · g1 white knight · h1 white rook | 4 |
| 3 | a8 black rook · b8 black knight · c8 black bishop · d8 black queen · e8 black king · f8 black bishop · g8 black knight · h8 black rook · a7 black pawn · b7 black pawn · c7 black pawn · d7 black pawn · e7 black pawn · h7 black pawn · f6 black pawn · g5 black pawn · d4 white pawn · e4 white pawn · a2 white pawn · b2 white pawn · c2 white pawn · f2 white pawn · g2 white pawn · h2 white pawn · a1 white rook · b1 white knight · c1 white bishop · d1 white queen · e1 white king · f1 white bishop · g1 white knight · h1 white rook | a8 black rook · b8 black knight · c8 black bishop · d8 black queen · e8 black king · f8 black bishop · g8 black knight · h8 black rook · a7 black pawn · b7 black pawn · c7 black pawn · d7 black pawn · e7 black pawn · h7 black pawn · f6 black pawn · g5 black pawn · d4 white pawn · e4 white pawn · a2 white pawn · b2 white pawn · c2 white pawn · f2 white pawn · g2 white pawn · h2 white pawn · a1 white rook · b1 white knight · c1 white bishop · d1 white queen · e1 white king · f1 white bishop · g1 white knight · h1 white rook | a8 black rook · b8 black knight · c8 black bishop · d8 black queen · e8 black king · f8 black bishop · g8 black knight · h8 black rook · a7 black pawn · b7 black pawn · c7 black pawn · d7 black pawn · e7 black pawn · h7 black pawn · f6 black pawn · g5 black pawn · d4 white pawn · e4 white pawn · a2 white pawn · b2 white pawn · c2 white pawn · f2 white pawn · g2 white pawn · h2 white pawn · a1 white rook · b1 white knight · c1 white bishop · d1 white queen · e1 white king · f1 white bishop · g1 white knight · h1 white rook | a8 black rook · b8 black knight · c8 black bishop · d8 black queen · e8 black king · f8 black bishop · g8 black knight · h8 black rook · a7 black pawn · b7 black pawn · c7 black pawn · d7 black pawn · e7 black pawn · h7 black pawn · f6 black pawn · g5 black pawn · d4 white pawn · e4 white pawn · a2 white pawn · b2 white pawn · c2 white pawn · f2 white pawn · g2 white pawn · h2 white pawn · a1 white rook · b1 white knight · c1 white bishop · d1 white queen · e1 white king · f1 white bishop · g1 white knight · h1 white rook | a8 black rook · b8 black knight · c8 black bishop · d8 black queen · e8 black king · f8 black bishop · g8 black knight · h8 black rook · a7 black pawn · b7 black pawn · c7 black pawn · d7 black pawn · e7 black pawn · h7 black pawn · f6 black pawn · g5 black pawn · d4 white pawn · e4 white pawn · a2 white pawn · b2 white pawn · c2 white pawn · f2 white pawn · g2 white pawn · h2 white pawn · a1 white rook · b1 white knight · c1 white bishop · d1 white queen · e1 white king · f1 white bishop · g1 white knight · h1 white rook | a8 black rook · b8 black knight · c8 black bishop · d8 black queen · e8 black king · f8 black bishop · g8 black knight · h8 black rook · a7 black pawn · b7 black pawn · c7 black pawn · d7 black pawn · e7 black pawn · h7 black pawn · f6 black pawn · g5 black pawn · d4 white pawn · e4 white pawn · a2 white pawn · b2 white pawn · c2 white pawn · f2 white pawn · g2 white pawn · h2 white pawn · a1 white rook · b1 white knight · c1 white bishop · d1 white queen · e1 white king · f1 white bishop · g1 white knight · h1 white rook | a8 black rook · b8 black knight · c8 black bishop · d8 black queen · e8 black king · f8 black bishop · g8 black knight · h8 black rook · a7 black pawn · b7 black pawn · c7 black pawn · d7 black pawn · e7 black pawn · h7 black pawn · f6 black pawn · g5 black pawn · d4 white pawn · e4 white pawn · a2 white pawn · b2 white pawn · c2 white pawn · f2 white pawn · g2 white pawn · h2 white pawn · a1 white rook · b1 white knight · c1 white bishop · d1 white queen · e1 white king · f1 white bishop · g1 white knight · h1 white rook | a8 black rook · b8 black knight · c8 black bishop · d8 black queen · e8 black king · f8 black bishop · g8 black knight · h8 black rook · a7 black pawn · b7 black pawn · c7 black pawn · d7 black pawn · e7 black pawn · h7 black pawn · f6 black pawn · g5 black pawn · d4 white pawn · e4 white pawn · a2 white pawn · b2 white pawn · c2 white pawn · f2 white pawn · g2 white pawn · h2 white pawn · a1 white rook · b1 white knight · c1 white bishop · d1 white queen · e1 white king · f1 white bishop · g1 white knight · h1 white rook | 3 |
| 2 | a8 black rook · b8 black knight · c8 black bishop · d8 black queen · e8 black king · f8 black bishop · g8 black knight · h8 black rook · a7 black pawn · b7 black pawn · c7 black pawn · d7 black pawn · e7 black pawn · h7 black pawn · f6 black pawn · g5 black pawn · d4 white pawn · e4 white pawn · a2 white pawn · b2 white pawn · c2 white pawn · f2 white pawn · g2 white pawn · h2 white pawn · a1 white rook · b1 white knight · c1 white bishop · d1 white queen · e1 white king · f1 white bishop · g1 white knight · h1 white rook | a8 black rook · b8 black knight · c8 black bishop · d8 black queen · e8 black king · f8 black bishop · g8 black knight · h8 black rook · a7 black pawn · b7 black pawn · c7 black pawn · d7 black pawn · e7 black pawn · h7 black pawn · f6 black pawn · g5 black pawn · d4 white pawn · e4 white pawn · a2 white pawn · b2 white pawn · c2 white pawn · f2 white pawn · g2 white pawn · h2 white pawn · a1 white rook · b1 white knight · c1 white bishop · d1 white queen · e1 white king · f1 white bishop · g1 white knight · h1 white rook | a8 black rook · b8 black knight · c8 black bishop · d8 black queen · e8 black king · f8 black bishop · g8 black knight · h8 black rook · a7 black pawn · b7 black pawn · c7 black pawn · d7 black pawn · e7 black pawn · h7 black pawn · f6 black pawn · g5 black pawn · d4 white pawn · e4 white pawn · a2 white pawn · b2 white pawn · c2 white pawn · f2 white pawn · g2 white pawn · h2 white pawn · a1 white rook · b1 white knight · c1 white bishop · d1 white queen · e1 white king · f1 white bishop · g1 white knight · h1 white rook | a8 black rook · b8 black knight · c8 black bishop · d8 black queen · e8 black king · f8 black bishop · g8 black knight · h8 black rook · a7 black pawn · b7 black pawn · c7 black pawn · d7 black pawn · e7 black pawn · h7 black pawn · f6 black pawn · g5 black pawn · d4 white pawn · e4 white pawn · a2 white pawn · b2 white pawn · c2 white pawn · f2 white pawn · g2 white pawn · h2 white pawn · a1 white rook · b1 white knight · c1 white bishop · d1 white queen · e1 white king · f1 white bishop · g1 white knight · h1 white rook | a8 black rook · b8 black knight · c8 black bishop · d8 black queen · e8 black king · f8 black bishop · g8 black knight · h8 black rook · a7 black pawn · b7 black pawn · c7 black pawn · d7 black pawn · e7 black pawn · h7 black pawn · f6 black pawn · g5 black pawn · d4 white pawn · e4 white pawn · a2 white pawn · b2 white pawn · c2 white pawn · f2 white pawn · g2 white pawn · h2 white pawn · a1 white rook · b1 white knight · c1 white bishop · d1 white queen · e1 white king · f1 white bishop · g1 white knight · h1 white rook | a8 black rook · b8 black knight · c8 black bishop · d8 black queen · e8 black king · f8 black bishop · g8 black knight · h8 black rook · a7 black pawn · b7 black pawn · c7 black pawn · d7 black pawn · e7 black pawn · h7 black pawn · f6 black pawn · g5 black pawn · d4 white pawn · e4 white pawn · a2 white pawn · b2 white pawn · c2 white pawn · f2 white pawn · g2 white pawn · h2 white pawn · a1 white rook · b1 white knight · c1 white bishop · d1 white queen · e1 white king · f1 white bishop · g1 white knight · h1 white rook | a8 black rook · b8 black knight · c8 black bishop · d8 black queen · e8 black king · f8 black bishop · g8 black knight · h8 black rook · a7 black pawn · b7 black pawn · c7 black pawn · d7 black pawn · e7 black pawn · h7 black pawn · f6 black pawn · g5 black pawn · d4 white pawn · e4 white pawn · a2 white pawn · b2 white pawn · c2 white pawn · f2 white pawn · g2 white pawn · h2 white pawn · a1 white rook · b1 white knight · c1 white bishop · d1 white queen · e1 white king · f1 white bishop · g1 white knight · h1 white rook | a8 black rook · b8 black knight · c8 black bishop · d8 black queen · e8 black king · f8 black bishop · g8 black knight · h8 black rook · a7 black pawn · b7 black pawn · c7 black pawn · d7 black pawn · e7 black pawn · h7 black pawn · f6 black pawn · g5 black pawn · d4 white pawn · e4 white pawn · a2 white pawn · b2 white pawn · c2 white pawn · f2 white pawn · g2 white pawn · h2 white pawn · a1 white rook · b1 white knight · c1 white bishop · d1 white queen · e1 white king · f1 white bishop · g1 white knight · h1 white rook | 2 |
| 1 | a8 black rook · b8 black knight · c8 black bishop · d8 black queen · e8 black king · f8 black bishop · g8 black knight · h8 black rook · a7 black pawn · b7 black pawn · c7 black pawn · d7 black pawn · e7 black pawn · h7 black pawn · f6 black pawn · g5 black pawn · d4 white pawn · e4 white pawn · a2 white pawn · b2 white pawn · c2 white pawn · f2 white pawn · g2 white pawn · h2 white pawn · a1 white rook · b1 white knight · c1 white bishop · d1 white queen · e1 white king · f1 white bishop · g1 white knight · h1 white rook | a8 black rook · b8 black knight · c8 black bishop · d8 black queen · e8 black king · f8 black bishop · g8 black knight · h8 black rook · a7 black pawn · b7 black pawn · c7 black pawn · d7 black pawn · e7 black pawn · h7 black pawn · f6 black pawn · g5 black pawn · d4 white pawn · e4 white pawn · a2 white pawn · b2 white pawn · c2 white pawn · f2 white pawn · g2 white pawn · h2 white pawn · a1 white rook · b1 white knight · c1 white bishop · d1 white queen · e1 white king · f1 white bishop · g1 white knight · h1 white rook | a8 black rook · b8 black knight · c8 black bishop · d8 black queen · e8 black king · f8 black bishop · g8 black knight · h8 black rook · a7 black pawn · b7 black pawn · c7 black pawn · d7 black pawn · e7 black pawn · h7 black pawn · f6 black pawn · g5 black pawn · d4 white pawn · e4 white pawn · a2 white pawn · b2 white pawn · c2 white pawn · f2 white pawn · g2 white pawn · h2 white pawn · a1 white rook · b1 white knight · c1 white bishop · d1 white queen · e1 white king · f1 white bishop · g1 white knight · h1 white rook | a8 black rook · b8 black knight · c8 black bishop · d8 black queen · e8 black king · f8 black bishop · g8 black knight · h8 black rook · a7 black pawn · b7 black pawn · c7 black pawn · d7 black pawn · e7 black pawn · h7 black pawn · f6 black pawn · g5 black pawn · d4 white pawn · e4 white pawn · a2 white pawn · b2 white pawn · c2 white pawn · f2 white pawn · g2 white pawn · h2 white pawn · a1 white rook · b1 white knight · c1 white bishop · d1 white queen · e1 white king · f1 white bishop · g1 white knight · h1 white rook | a8 black rook · b8 black knight · c8 black bishop · d8 black queen · e8 black king · f8 black bishop · g8 black knight · h8 black rook · a7 black pawn · b7 black pawn · c7 black pawn · d7 black pawn · e7 black pawn · h7 black pawn · f6 black pawn · g5 black pawn · d4 white pawn · e4 white pawn · a2 white pawn · b2 white pawn · c2 white pawn · f2 white pawn · g2 white pawn · h2 white pawn · a1 white rook · b1 white knight · c1 white bishop · d1 white queen · e1 white king · f1 white bishop · g1 white knight · h1 white rook | a8 black rook · b8 black knight · c8 black bishop · d8 black queen · e8 black king · f8 black bishop · g8 black knight · h8 black rook · a7 black pawn · b7 black pawn · c7 black pawn · d7 black pawn · e7 black pawn · h7 black pawn · f6 black pawn · g5 black pawn · d4 white pawn · e4 white pawn · a2 white pawn · b2 white pawn · c2 white pawn · f2 white pawn · g2 white pawn · h2 white pawn · a1 white rook · b1 white knight · c1 white bishop · d1 white queen · e1 white king · f1 white bishop · g1 white knight · h1 white rook | a8 black rook · b8 black knight · c8 black bishop · d8 black queen · e8 black king · f8 black bishop · g8 black knight · h8 black rook · a7 black pawn · b7 black pawn · c7 black pawn · d7 black pawn · e7 black pawn · h7 black pawn · f6 black pawn · g5 black pawn · d4 white pawn · e4 white pawn · a2 white pawn · b2 white pawn · c2 white pawn · f2 white pawn · g2 white pawn · h2 white pawn · a1 white rook · b1 white knight · c1 white bishop · d1 white queen · e1 white king · f1 white bishop · g1 white knight · h1 white rook | a8 black rook · b8 black knight · c8 black bishop · d8 black queen · e8 black king · f8 black bishop · g8 black knight · h8 black rook · a7 black pawn · b7 black pawn · c7 black pawn · d7 black pawn · e7 black pawn · h7 black pawn · f6 black pawn · g5 black pawn · d4 white pawn · e4 white pawn · a2 white pawn · b2 white pawn · c2 white pawn · f2 white pawn · g2 white pawn · h2 white pawn · a1 white rook · b1 white knight · c1 white bishop · d1 white queen · e1 white king · f1 white bishop · g1 white knight · h1 white rook | 1 |
|   | a | b | c | d | e | f | g | h |   |

Trắng có thể đạt được một chiếu hết tương tự như chiếu hết đần độn. Tuy nhiên, khi các vai trò bị đảo ngược, quân Trắng cần thêm 1 lượt đi nữa. Trong cả hai trường hợp, nguyên tắc đều giống nhau: một người chơi di chuyển quân tốt ở ô f và g của họ, tạo điều kiện cho quân Hậu của đối phương có thể chiếu ở đường chéo mặt vua. Một vị trí bàn cờ minh họa phiên bản chiếu hết đần độn của Trắng—với Trắng là bên chiếu hết—được đưa ra như một bài toán trong Bobby Fischer Teaches Chess, và cũng là một ví dụ ban đầu trong bản tóm tắt các bài toán của László Polgár. Giải pháp trong cuốn sách của Fischer có nhận xét "Đen đã làm suy yếu khả năng phòng thủ của Vua một cách ngu ngốc. Ván cờ này mất ba nước đi!!” Một chuỗi nước đi có thể dẫn đến thế cờ đó là 1. e4 g5 2. d4 f6?? 3. Qh5 # .
Một biến thể ngụy tạo có thể có của chiếu hết đần độn đã được một số nguồn đưa ra. Ván cờ năm 1959 với các nước đi 1. e4 g5 2. Nc3f5?? 3. Qh5# đã được gán cho Masefield và Trinka. Tuy nhiên trong nhiều nguồn khác, tên của người chơi đầu tiên là Mayfield hoặc Mansfield và tên của người chơi thứ hai là Trinks hoặc Trent. Hơn nữa, một thế chiếu hết tương tự có thể xảy ra trong khai cuộc Birds: 1. f4 e5 2. g3? exf4 3. gxf4?? Qh4# 3. gxf4?? Qh4# 3. gxf4?? Qh4# .
Có thế cờ chiếu hết 3 nước khả dĩ khác dành cho Trắng: 1. e4 e5 2. Qh5 Ke7?? 3. Qxe5# .

### Teed vs. Delmar
|   | a | b | c | d | e | f | g | h |   |
| 8 | a8 black rook · b8 black knight · c8 black bishop · d8 black queen · e8 black king · f8 black bishop · g8 black knight · a7 black pawn · b7 black pawn · c7 black pawn · d7 black pawn · e7 black pawn · h6 black rook · g5 black pawn · h5 black pawn · d4 white pawn · f4 black pawn · d3 white bishop · e3 white pawn · g3 white bishop · a2 white pawn · b2 white pawn · c2 white pawn · f2 white pawn · g2 white pawn · h2 white pawn · a1 white rook · b1 white knight · d1 white queen · e1 white king · g1 white knight · h1 white rook | a8 black rook · b8 black knight · c8 black bishop · d8 black queen · e8 black king · f8 black bishop · g8 black knight · a7 black pawn · b7 black pawn · c7 black pawn · d7 black pawn · e7 black pawn · h6 black rook · g5 black pawn · h5 black pawn · d4 white pawn · f4 black pawn · d3 white bishop · e3 white pawn · g3 white bishop · a2 white pawn · b2 white pawn · c2 white pawn · f2 white pawn · g2 white pawn · h2 white pawn · a1 white rook · b1 white knight · d1 white queen · e1 white king · g1 white knight · h1 white rook | a8 black rook · b8 black knight · c8 black bishop · d8 black queen · e8 black king · f8 black bishop · g8 black knight · a7 black pawn · b7 black pawn · c7 black pawn · d7 black pawn · e7 black pawn · h6 black rook · g5 black pawn · h5 black pawn · d4 white pawn · f4 black pawn · d3 white bishop · e3 white pawn · g3 white bishop · a2 white pawn · b2 white pawn · c2 white pawn · f2 white pawn · g2 white pawn · h2 white pawn · a1 white rook · b1 white knight · d1 white queen · e1 white king · g1 white knight · h1 white rook | a8 black rook · b8 black knight · c8 black bishop · d8 black queen · e8 black king · f8 black bishop · g8 black knight · a7 black pawn · b7 black pawn · c7 black pawn · d7 black pawn · e7 black pawn · h6 black rook · g5 black pawn · h5 black pawn · d4 white pawn · f4 black pawn · d3 white bishop · e3 white pawn · g3 white bishop · a2 white pawn · b2 white pawn · c2 white pawn · f2 white pawn · g2 white pawn · h2 white pawn · a1 white rook · b1 white knight · d1 white queen · e1 white king · g1 white knight · h1 white rook | a8 black rook · b8 black knight · c8 black bishop · d8 black queen · e8 black king · f8 black bishop · g8 black knight · a7 black pawn · b7 black pawn · c7 black pawn · d7 black pawn · e7 black pawn · h6 black rook · g5 black pawn · h5 black pawn · d4 white pawn · f4 black pawn · d3 white bishop · e3 white pawn · g3 white bishop · a2 white pawn · b2 white pawn · c2 white pawn · f2 white pawn · g2 white pawn · h2 white pawn · a1 white rook · b1 white knight · d1 white queen · e1 white king · g1 white knight · h1 white rook | a8 black rook · b8 black knight · c8 black bishop · d8 black queen · e8 black king · f8 black bishop · g8 black knight · a7 black pawn · b7 black pawn · c7 black pawn · d7 black pawn · e7 black pawn · h6 black rook · g5 black pawn · h5 black pawn · d4 white pawn · f4 black pawn · d3 white bishop · e3 white pawn · g3 white bishop · a2 white pawn · b2 white pawn · c2 white pawn · f2 white pawn · g2 white pawn · h2 white pawn · a1 white rook · b1 white knight · d1 white queen · e1 white king · g1 white knight · h1 white rook | a8 black rook · b8 black knight · c8 black bishop · d8 black queen · e8 black king · f8 black bishop · g8 black knight · a7 black pawn · b7 black pawn · c7 black pawn · d7 black pawn · e7 black pawn · h6 black rook · g5 black pawn · h5 black pawn · d4 white pawn · f4 black pawn · d3 white bishop · e3 white pawn · g3 white bishop · a2 white pawn · b2 white pawn · c2 white pawn · f2 white pawn · g2 white pawn · h2 white pawn · a1 white rook · b1 white knight · d1 white queen · e1 white king · g1 white knight · h1 white rook | a8 black rook · b8 black knight · c8 black bishop · d8 black queen · e8 black king · f8 black bishop · g8 black knight · a7 black pawn · b7 black pawn · c7 black pawn · d7 black pawn · e7 black pawn · h6 black rook · g5 black pawn · h5 black pawn · d4 white pawn · f4 black pawn · d3 white bishop · e3 white pawn · g3 white bishop · a2 white pawn · b2 white pawn · c2 white pawn · f2 white pawn · g2 white pawn · h2 white pawn · a1 white rook · b1 white knight · d1 white queen · e1 white king · g1 white knight · h1 white rook | 8 |
| 7 | a8 black rook · b8 black knight · c8 black bishop · d8 black queen · e8 black king · f8 black bishop · g8 black knight · a7 black pawn · b7 black pawn · c7 black pawn · d7 black pawn · e7 black pawn · h6 black rook · g5 black pawn · h5 black pawn · d4 white pawn · f4 black pawn · d3 white bishop · e3 white pawn · g3 white bishop · a2 white pawn · b2 white pawn · c2 white pawn · f2 white pawn · g2 white pawn · h2 white pawn · a1 white rook · b1 white knight · d1 white queen · e1 white king · g1 white knight · h1 white rook | a8 black rook · b8 black knight · c8 black bishop · d8 black queen · e8 black king · f8 black bishop · g8 black knight · a7 black pawn · b7 black pawn · c7 black pawn · d7 black pawn · e7 black pawn · h6 black rook · g5 black pawn · h5 black pawn · d4 white pawn · f4 black pawn · d3 white bishop · e3 white pawn · g3 white bishop · a2 white pawn · b2 white pawn · c2 white pawn · f2 white pawn · g2 white pawn · h2 white pawn · a1 white rook · b1 white knight · d1 white queen · e1 white king · g1 white knight · h1 white rook | a8 black rook · b8 black knight · c8 black bishop · d8 black queen · e8 black king · f8 black bishop · g8 black knight · a7 black pawn · b7 black pawn · c7 black pawn · d7 black pawn · e7 black pawn · h6 black rook · g5 black pawn · h5 black pawn · d4 white pawn · f4 black pawn · d3 white bishop · e3 white pawn · g3 white bishop · a2 white pawn · b2 white pawn · c2 white pawn · f2 white pawn · g2 white pawn · h2 white pawn · a1 white rook · b1 white knight · d1 white queen · e1 white king · g1 white knight · h1 white rook | a8 black rook · b8 black knight · c8 black bishop · d8 black queen · e8 black king · f8 black bishop · g8 black knight · a7 black pawn · b7 black pawn · c7 black pawn · d7 black pawn · e7 black pawn · h6 black rook · g5 black pawn · h5 black pawn · d4 white pawn · f4 black pawn · d3 white bishop · e3 white pawn · g3 white bishop · a2 white pawn · b2 white pawn · c2 white pawn · f2 white pawn · g2 white pawn · h2 white pawn · a1 white rook · b1 white knight · d1 white queen · e1 white king · g1 white knight · h1 white rook | a8 black rook · b8 black knight · c8 black bishop · d8 black queen · e8 black king · f8 black bishop · g8 black knight · a7 black pawn · b7 black pawn · c7 black pawn · d7 black pawn · e7 black pawn · h6 black rook · g5 black pawn · h5 black pawn · d4 white pawn · f4 black pawn · d3 white bishop · e3 white pawn · g3 white bishop · a2 white pawn · b2 white pawn · c2 white pawn · f2 white pawn · g2 white pawn · h2 white pawn · a1 white rook · b1 white knight · d1 white queen · e1 white king · g1 white knight · h1 white rook | a8 black rook · b8 black knight · c8 black bishop · d8 black queen · e8 black king · f8 black bishop · g8 black knight · a7 black pawn · b7 black pawn · c7 black pawn · d7 black pawn · e7 black pawn · h6 black rook · g5 black pawn · h5 black pawn · d4 white pawn · f4 black pawn · d3 white bishop · e3 white pawn · g3 white bishop · a2 white pawn · b2 white pawn · c2 white pawn · f2 white pawn · g2 white pawn · h2 white pawn · a1 white rook · b1 white knight · d1 white queen · e1 white king · g1 white knight · h1 white rook | a8 black rook · b8 black knight · c8 black bishop · d8 black queen · e8 black king · f8 black bishop · g8 black knight · a7 black pawn · b7 black pawn · c7 black pawn · d7 black pawn · e7 black pawn · h6 black rook · g5 black pawn · h5 black pawn · d4 white pawn · f4 black pawn · d3 white bishop · e3 white pawn · g3 white bishop · a2 white pawn · b2 white pawn · c2 white pawn · f2 white pawn · g2 white pawn · h2 white pawn · a1 white rook · b1 white knight · d1 white queen · e1 white king · g1 white knight · h1 white rook | a8 black rook · b8 black knight · c8 black bishop · d8 black queen · e8 black king · f8 black bishop · g8 black knight · a7 black pawn · b7 black pawn · c7 black pawn · d7 black pawn · e7 black pawn · h6 black rook · g5 black pawn · h5 black pawn · d4 white pawn · f4 black pawn · d3 white bishop · e3 white pawn · g3 white bishop · a2 white pawn · b2 white pawn · c2 white pawn · f2 white pawn · g2 white pawn · h2 white pawn · a1 white rook · b1 white knight · d1 white queen · e1 white king · g1 white knight · h1 white rook | 7 |
| 6 | a8 black rook · b8 black knight · c8 black bishop · d8 black queen · e8 black king · f8 black bishop · g8 black knight · a7 black pawn · b7 black pawn · c7 black pawn · d7 black pawn · e7 black pawn · h6 black rook · g5 black pawn · h5 black pawn · d4 white pawn · f4 black pawn · d3 white bishop · e3 white pawn · g3 white bishop · a2 white pawn · b2 white pawn · c2 white pawn · f2 white pawn · g2 white pawn · h2 white pawn · a1 white rook · b1 white knight · d1 white queen · e1 white king · g1 white knight · h1 white rook | a8 black rook · b8 black knight · c8 black bishop · d8 black queen · e8 black king · f8 black bishop · g8 black knight · a7 black pawn · b7 black pawn · c7 black pawn · d7 black pawn · e7 black pawn · h6 black rook · g5 black pawn · h5 black pawn · d4 white pawn · f4 black pawn · d3 white bishop · e3 white pawn · g3 white bishop · a2 white pawn · b2 white pawn · c2 white pawn · f2 white pawn · g2 white pawn · h2 white pawn · a1 white rook · b1 white knight · d1 white queen · e1 white king · g1 white knight · h1 white rook | a8 black rook · b8 black knight · c8 black bishop · d8 black queen · e8 black king · f8 black bishop · g8 black knight · a7 black pawn · b7 black pawn · c7 black pawn · d7 black pawn · e7 black pawn · h6 black rook · g5 black pawn · h5 black pawn · d4 white pawn · f4 black pawn · d3 white bishop · e3 white pawn · g3 white bishop · a2 white pawn · b2 white pawn · c2 white pawn · f2 white pawn · g2 white pawn · h2 white pawn · a1 white rook · b1 white knight · d1 white queen · e1 white king · g1 white knight · h1 white rook | a8 black rook · b8 black knight · c8 black bishop · d8 black queen · e8 black king · f8 black bishop · g8 black knight · a7 black pawn · b7 black pawn · c7 black pawn · d7 black pawn · e7 black pawn · h6 black rook · g5 black pawn · h5 black pawn · d4 white pawn · f4 black pawn · d3 white bishop · e3 white pawn · g3 white bishop · a2 white pawn · b2 white pawn · c2 white pawn · f2 white pawn · g2 white pawn · h2 white pawn · a1 white rook · b1 white knight · d1 white queen · e1 white king · g1 white knight · h1 white rook | a8 black rook · b8 black knight · c8 black bishop · d8 black queen · e8 black king · f8 black bishop · g8 black knight · a7 black pawn · b7 black pawn · c7 black pawn · d7 black pawn · e7 black pawn · h6 black rook · g5 black pawn · h5 black pawn · d4 white pawn · f4 black pawn · d3 white bishop · e3 white pawn · g3 white bishop · a2 white pawn · b2 white pawn · c2 white pawn · f2 white pawn · g2 white pawn · h2 white pawn · a1 white rook · b1 white knight · d1 white queen · e1 white king · g1 white knight · h1 white rook | a8 black rook · b8 black knight · c8 black bishop · d8 black queen · e8 black king · f8 black bishop · g8 black knight · a7 black pawn · b7 black pawn · c7 black pawn · d7 black pawn · e7 black pawn · h6 black rook · g5 black pawn · h5 black pawn · d4 white pawn · f4 black pawn · d3 white bishop · e3 white pawn · g3 white bishop · a2 white pawn · b2 white pawn · c2 white pawn · f2 white pawn · g2 white pawn · h2 white pawn · a1 white rook · b1 white knight · d1 white queen · e1 white king · g1 white knight · h1 white rook | a8 black rook · b8 black knight · c8 black bishop · d8 black queen · e8 black king · f8 black bishop · g8 black knight · a7 black pawn · b7 black pawn · c7 black pawn · d7 black pawn · e7 black pawn · h6 black rook · g5 black pawn · h5 black pawn · d4 white pawn · f4 black pawn · d3 white bishop · e3 white pawn · g3 white bishop · a2 white pawn · b2 white pawn · c2 white pawn · f2 white pawn · g2 white pawn · h2 white pawn · a1 white rook · b1 white knight · d1 white queen · e1 white king · g1 white knight · h1 white rook | a8 black rook · b8 black knight · c8 black bishop · d8 black queen · e8 black king · f8 black bishop · g8 black knight · a7 black pawn · b7 black pawn · c7 black pawn · d7 black pawn · e7 black pawn · h6 black rook · g5 black pawn · h5 black pawn · d4 white pawn · f4 black pawn · d3 white bishop · e3 white pawn · g3 white bishop · a2 white pawn · b2 white pawn · c2 white pawn · f2 white pawn · g2 white pawn · h2 white pawn · a1 white rook · b1 white knight · d1 white queen · e1 white king · g1 white knight · h1 white rook | 6 |
| 5 | a8 black rook · b8 black knight · c8 black bishop · d8 black queen · e8 black king · f8 black bishop · g8 black knight · a7 black pawn · b7 black pawn · c7 black pawn · d7 black pawn · e7 black pawn · h6 black rook · g5 black pawn · h5 black pawn · d4 white pawn · f4 black pawn · d3 white bishop · e3 white pawn · g3 white bishop · a2 white pawn · b2 white pawn · c2 white pawn · f2 white pawn · g2 white pawn · h2 white pawn · a1 white rook · b1 white knight · d1 white queen · e1 white king · g1 white knight · h1 white rook | a8 black rook · b8 black knight · c8 black bishop · d8 black queen · e8 black king · f8 black bishop · g8 black knight · a7 black pawn · b7 black pawn · c7 black pawn · d7 black pawn · e7 black pawn · h6 black rook · g5 black pawn · h5 black pawn · d4 white pawn · f4 black pawn · d3 white bishop · e3 white pawn · g3 white bishop · a2 white pawn · b2 white pawn · c2 white pawn · f2 white pawn · g2 white pawn · h2 white pawn · a1 white rook · b1 white knight · d1 white queen · e1 white king · g1 white knight · h1 white rook | a8 black rook · b8 black knight · c8 black bishop · d8 black queen · e8 black king · f8 black bishop · g8 black knight · a7 black pawn · b7 black pawn · c7 black pawn · d7 black pawn · e7 black pawn · h6 black rook · g5 black pawn · h5 black pawn · d4 white pawn · f4 black pawn · d3 white bishop · e3 white pawn · g3 white bishop · a2 white pawn · b2 white pawn · c2 white pawn · f2 white pawn · g2 white pawn · h2 white pawn · a1 white rook · b1 white knight · d1 white queen · e1 white king · g1 white knight · h1 white rook | a8 black rook · b8 black knight · c8 black bishop · d8 black queen · e8 black king · f8 black bishop · g8 black knight · a7 black pawn · b7 black pawn · c7 black pawn · d7 black pawn · e7 black pawn · h6 black rook · g5 black pawn · h5 black pawn · d4 white pawn · f4 black pawn · d3 white bishop · e3 white pawn · g3 white bishop · a2 white pawn · b2 white pawn · c2 white pawn · f2 white pawn · g2 white pawn · h2 white pawn · a1 white rook · b1 white knight · d1 white queen · e1 white king · g1 white knight · h1 white rook | a8 black rook · b8 black knight · c8 black bishop · d8 black queen · e8 black king · f8 black bishop · g8 black knight · a7 black pawn · b7 black pawn · c7 black pawn · d7 black pawn · e7 black pawn · h6 black rook · g5 black pawn · h5 black pawn · d4 white pawn · f4 black pawn · d3 white bishop · e3 white pawn · g3 white bishop · a2 white pawn · b2 white pawn · c2 white pawn · f2 white pawn · g2 white pawn · h2 white pawn · a1 white rook · b1 white knight · d1 white queen · e1 white king · g1 white knight · h1 white rook | a8 black rook · b8 black knight · c8 black bishop · d8 black queen · e8 black king · f8 black bishop · g8 black knight · a7 black pawn · b7 black pawn · c7 black pawn · d7 black pawn · e7 black pawn · h6 black rook · g5 black pawn · h5 black pawn · d4 white pawn · f4 black pawn · d3 white bishop · e3 white pawn · g3 white bishop · a2 white pawn · b2 white pawn · c2 white pawn · f2 white pawn · g2 white pawn · h2 white pawn · a1 white rook · b1 white knight · d1 white queen · e1 white king · g1 white knight · h1 white rook | a8 black rook · b8 black knight · c8 black bishop · d8 black queen · e8 black king · f8 black bishop · g8 black knight · a7 black pawn · b7 black pawn · c7 black pawn · d7 black pawn · e7 black pawn · h6 black rook · g5 black pawn · h5 black pawn · d4 white pawn · f4 black pawn · d3 white bishop · e3 white pawn · g3 white bishop · a2 white pawn · b2 white pawn · c2 white pawn · f2 white pawn · g2 white pawn · h2 white pawn · a1 white rook · b1 white knight · d1 white queen · e1 white king · g1 white knight · h1 white rook | a8 black rook · b8 black knight · c8 black bishop · d8 black queen · e8 black king · f8 black bishop · g8 black knight · a7 black pawn · b7 black pawn · c7 black pawn · d7 black pawn · e7 black pawn · h6 black rook · g5 black pawn · h5 black pawn · d4 white pawn · f4 black pawn · d3 white bishop · e3 white pawn · g3 white bishop · a2 white pawn · b2 white pawn · c2 white pawn · f2 white pawn · g2 white pawn · h2 white pawn · a1 white rook · b1 white knight · d1 white queen · e1 white king · g1 white knight · h1 white rook | 5 |
| 4 | a8 black rook · b8 black knight · c8 black bishop · d8 black queen · e8 black king · f8 black bishop · g8 black knight · a7 black pawn · b7 black pawn · c7 black pawn · d7 black pawn · e7 black pawn · h6 black rook · g5 black pawn · h5 black pawn · d4 white pawn · f4 black pawn · d3 white bishop · e3 white pawn · g3 white bishop · a2 white pawn · b2 white pawn · c2 white pawn · f2 white pawn · g2 white pawn · h2 white pawn · a1 white rook · b1 white knight · d1 white queen · e1 white king · g1 white knight · h1 white rook | a8 black rook · b8 black knight · c8 black bishop · d8 black queen · e8 black king · f8 black bishop · g8 black knight · a7 black pawn · b7 black pawn · c7 black pawn · d7 black pawn · e7 black pawn · h6 black rook · g5 black pawn · h5 black pawn · d4 white pawn · f4 black pawn · d3 white bishop · e3 white pawn · g3 white bishop · a2 white pawn · b2 white pawn · c2 white pawn · f2 white pawn · g2 white pawn · h2 white pawn · a1 white rook · b1 white knight · d1 white queen · e1 white king · g1 white knight · h1 white rook | a8 black rook · b8 black knight · c8 black bishop · d8 black queen · e8 black king · f8 black bishop · g8 black knight · a7 black pawn · b7 black pawn · c7 black pawn · d7 black pawn · e7 black pawn · h6 black rook · g5 black pawn · h5 black pawn · d4 white pawn · f4 black pawn · d3 white bishop · e3 white pawn · g3 white bishop · a2 white pawn · b2 white pawn · c2 white pawn · f2 white pawn · g2 white pawn · h2 white pawn · a1 white rook · b1 white knight · d1 white queen · e1 white king · g1 white knight · h1 white rook | a8 black rook · b8 black knight · c8 black bishop · d8 black queen · e8 black king · f8 black bishop · g8 black knight · a7 black pawn · b7 black pawn · c7 black pawn · d7 black pawn · e7 black pawn · h6 black rook · g5 black pawn · h5 black pawn · d4 white pawn · f4 black pawn · d3 white bishop · e3 white pawn · g3 white bishop · a2 white pawn · b2 white pawn · c2 white pawn · f2 white pawn · g2 white pawn · h2 white pawn · a1 white rook · b1 white knight · d1 white queen · e1 white king · g1 white knight · h1 white rook | a8 black rook · b8 black knight · c8 black bishop · d8 black queen · e8 black king · f8 black bishop · g8 black knight · a7 black pawn · b7 black pawn · c7 black pawn · d7 black pawn · e7 black pawn · h6 black rook · g5 black pawn · h5 black pawn · d4 white pawn · f4 black pawn · d3 white bishop · e3 white pawn · g3 white bishop · a2 white pawn · b2 white pawn · c2 white pawn · f2 white pawn · g2 white pawn · h2 white pawn · a1 white rook · b1 white knight · d1 white queen · e1 white king · g1 white knight · h1 white rook | a8 black rook · b8 black knight · c8 black bishop · d8 black queen · e8 black king · f8 black bishop · g8 black knight · a7 black pawn · b7 black pawn · c7 black pawn · d7 black pawn · e7 black pawn · h6 black rook · g5 black pawn · h5 black pawn · d4 white pawn · f4 black pawn · d3 white bishop · e3 white pawn · g3 white bishop · a2 white pawn · b2 white pawn · c2 white pawn · f2 white pawn · g2 white pawn · h2 white pawn · a1 white rook · b1 white knight · d1 white queen · e1 white king · g1 white knight · h1 white rook | a8 black rook · b8 black knight · c8 black bishop · d8 black queen · e8 black king · f8 black bishop · g8 black knight · a7 black pawn · b7 black pawn · c7 black pawn · d7 black pawn · e7 black pawn · h6 black rook · g5 black pawn · h5 black pawn · d4 white pawn · f4 black pawn · d3 white bishop · e3 white pawn · g3 white bishop · a2 white pawn · b2 white pawn · c2 white pawn · f2 white pawn · g2 white pawn · h2 white pawn · a1 white rook · b1 white knight · d1 white queen · e1 white king · g1 white knight · h1 white rook | a8 black rook · b8 black knight · c8 black bishop · d8 black queen · e8 black king · f8 black bishop · g8 black knight · a7 black pawn · b7 black pawn · c7 black pawn · d7 black pawn · e7 black pawn · h6 black rook · g5 black pawn · h5 black pawn · d4 white pawn · f4 black pawn · d3 white bishop · e3 white pawn · g3 white bishop · a2 white pawn · b2 white pawn · c2 white pawn · f2 white pawn · g2 white pawn · h2 white pawn · a1 white rook · b1 white knight · d1 white queen · e1 white king · g1 white knight · h1 white rook | 4 |
| 3 | a8 black rook · b8 black knight · c8 black bishop · d8 black queen · e8 black king · f8 black bishop · g8 black knight · a7 black pawn · b7 black pawn · c7 black pawn · d7 black pawn · e7 black pawn · h6 black rook · g5 black pawn · h5 black pawn · d4 white pawn · f4 black pawn · d3 white bishop · e3 white pawn · g3 white bishop · a2 white pawn · b2 white pawn · c2 white pawn · f2 white pawn · g2 white pawn · h2 white pawn · a1 white rook · b1 white knight · d1 white queen · e1 white king · g1 white knight · h1 white rook | a8 black rook · b8 black knight · c8 black bishop · d8 black queen · e8 black king · f8 black bishop · g8 black knight · a7 black pawn · b7 black pawn · c7 black pawn · d7 black pawn · e7 black pawn · h6 black rook · g5 black pawn · h5 black pawn · d4 white pawn · f4 black pawn · d3 white bishop · e3 white pawn · g3 white bishop · a2 white pawn · b2 white pawn · c2 white pawn · f2 white pawn · g2 white pawn · h2 white pawn · a1 white rook · b1 white knight · d1 white queen · e1 white king · g1 white knight · h1 white rook | a8 black rook · b8 black knight · c8 black bishop · d8 black queen · e8 black king · f8 black bishop · g8 black knight · a7 black pawn · b7 black pawn · c7 black pawn · d7 black pawn · e7 black pawn · h6 black rook · g5 black pawn · h5 black pawn · d4 white pawn · f4 black pawn · d3 white bishop · e3 white pawn · g3 white bishop · a2 white pawn · b2 white pawn · c2 white pawn · f2 white pawn · g2 white pawn · h2 white pawn · a1 white rook · b1 white knight · d1 white queen · e1 white king · g1 white knight · h1 white rook | a8 black rook · b8 black knight · c8 black bishop · d8 black queen · e8 black king · f8 black bishop · g8 black knight · a7 black pawn · b7 black pawn · c7 black pawn · d7 black pawn · e7 black pawn · h6 black rook · g5 black pawn · h5 black pawn · d4 white pawn · f4 black pawn · d3 white bishop · e3 white pawn · g3 white bishop · a2 white pawn · b2 white pawn · c2 white pawn · f2 white pawn · g2 white pawn · h2 white pawn · a1 white rook · b1 white knight · d1 white queen · e1 white king · g1 white knight · h1 white rook | a8 black rook · b8 black knight · c8 black bishop · d8 black queen · e8 black king · f8 black bishop · g8 black knight · a7 black pawn · b7 black pawn · c7 black pawn · d7 black pawn · e7 black pawn · h6 black rook · g5 black pawn · h5 black pawn · d4 white pawn · f4 black pawn · d3 white bishop · e3 white pawn · g3 white bishop · a2 white pawn · b2 white pawn · c2 white pawn · f2 white pawn · g2 white pawn · h2 white pawn · a1 white rook · b1 white knight · d1 white queen · e1 white king · g1 white knight · h1 white rook | a8 black rook · b8 black knight · c8 black bishop · d8 black queen · e8 black king · f8 black bishop · g8 black knight · a7 black pawn · b7 black pawn · c7 black pawn · d7 black pawn · e7 black pawn · h6 black rook · g5 black pawn · h5 black pawn · d4 white pawn · f4 black pawn · d3 white bishop · e3 white pawn · g3 white bishop · a2 white pawn · b2 white pawn · c2 white pawn · f2 white pawn · g2 white pawn · h2 white pawn · a1 white rook · b1 white knight · d1 white queen · e1 white king · g1 white knight · h1 white rook | a8 black rook · b8 black knight · c8 black bishop · d8 black queen · e8 black king · f8 black bishop · g8 black knight · a7 black pawn · b7 black pawn · c7 black pawn · d7 black pawn · e7 black pawn · h6 black rook · g5 black pawn · h5 black pawn · d4 white pawn · f4 black pawn · d3 white bishop · e3 white pawn · g3 white bishop · a2 white pawn · b2 white pawn · c2 white pawn · f2 white pawn · g2 white pawn · h2 white pawn · a1 white rook · b1 white knight · d1 white queen · e1 white king · g1 white knight · h1 white rook | a8 black rook · b8 black knight · c8 black bishop · d8 black queen · e8 black king · f8 black bishop · g8 black knight · a7 black pawn · b7 black pawn · c7 black pawn · d7 black pawn · e7 black pawn · h6 black rook · g5 black pawn · h5 black pawn · d4 white pawn · f4 black pawn · d3 white bishop · e3 white pawn · g3 white bishop · a2 white pawn · b2 white pawn · c2 white pawn · f2 white pawn · g2 white pawn · h2 white pawn · a1 white rook · b1 white knight · d1 white queen · e1 white king · g1 white knight · h1 white rook | 3 |
| 2 | a8 black rook · b8 black knight · c8 black bishop · d8 black queen · e8 black king · f8 black bishop · g8 black knight · a7 black pawn · b7 black pawn · c7 black pawn · d7 black pawn · e7 black pawn · h6 black rook · g5 black pawn · h5 black pawn · d4 white pawn · f4 black pawn · d3 white bishop · e3 white pawn · g3 white bishop · a2 white pawn · b2 white pawn · c2 white pawn · f2 white pawn · g2 white pawn · h2 white pawn · a1 white rook · b1 white knight · d1 white queen · e1 white king · g1 white knight · h1 white rook | a8 black rook · b8 black knight · c8 black bishop · d8 black queen · e8 black king · f8 black bishop · g8 black knight · a7 black pawn · b7 black pawn · c7 black pawn · d7 black pawn · e7 black pawn · h6 black rook · g5 black pawn · h5 black pawn · d4 white pawn · f4 black pawn · d3 white bishop · e3 white pawn · g3 white bishop · a2 white pawn · b2 white pawn · c2 white pawn · f2 white pawn · g2 white pawn · h2 white pawn · a1 white rook · b1 white knight · d1 white queen · e1 white king · g1 white knight · h1 white rook | a8 black rook · b8 black knight · c8 black bishop · d8 black queen · e8 black king · f8 black bishop · g8 black knight · a7 black pawn · b7 black pawn · c7 black pawn · d7 black pawn · e7 black pawn · h6 black rook · g5 black pawn · h5 black pawn · d4 white pawn · f4 black pawn · d3 white bishop · e3 white pawn · g3 white bishop · a2 white pawn · b2 white pawn · c2 white pawn · f2 white pawn · g2 white pawn · h2 white pawn · a1 white rook · b1 white knight · d1 white queen · e1 white king · g1 white knight · h1 white rook | a8 black rook · b8 black knight · c8 black bishop · d8 black queen · e8 black king · f8 black bishop · g8 black knight · a7 black pawn · b7 black pawn · c7 black pawn · d7 black pawn · e7 black pawn · h6 black rook · g5 black pawn · h5 black pawn · d4 white pawn · f4 black pawn · d3 white bishop · e3 white pawn · g3 white bishop · a2 white pawn · b2 white pawn · c2 white pawn · f2 white pawn · g2 white pawn · h2 white pawn · a1 white rook · b1 white knight · d1 white queen · e1 white king · g1 white knight · h1 white rook | a8 black rook · b8 black knight · c8 black bishop · d8 black queen · e8 black king · f8 black bishop · g8 black knight · a7 black pawn · b7 black pawn · c7 black pawn · d7 black pawn · e7 black pawn · h6 black rook · g5 black pawn · h5 black pawn · d4 white pawn · f4 black pawn · d3 white bishop · e3 white pawn · g3 white bishop · a2 white pawn · b2 white pawn · c2 white pawn · f2 white pawn · g2 white pawn · h2 white pawn · a1 white rook · b1 white knight · d1 white queen · e1 white king · g1 white knight · h1 white rook | a8 black rook · b8 black knight · c8 black bishop · d8 black queen · e8 black king · f8 black bishop · g8 black knight · a7 black pawn · b7 black pawn · c7 black pawn · d7 black pawn · e7 black pawn · h6 black rook · g5 black pawn · h5 black pawn · d4 white pawn · f4 black pawn · d3 white bishop · e3 white pawn · g3 white bishop · a2 white pawn · b2 white pawn · c2 white pawn · f2 white pawn · g2 white pawn · h2 white pawn · a1 white rook · b1 white knight · d1 white queen · e1 white king · g1 white knight · h1 white rook | a8 black rook · b8 black knight · c8 black bishop · d8 black queen · e8 black king · f8 black bishop · g8 black knight · a7 black pawn · b7 black pawn · c7 black pawn · d7 black pawn · e7 black pawn · h6 black rook · g5 black pawn · h5 black pawn · d4 white pawn · f4 black pawn · d3 white bishop · e3 white pawn · g3 white bishop · a2 white pawn · b2 white pawn · c2 white pawn · f2 white pawn · g2 white pawn · h2 white pawn · a1 white rook · b1 white knight · d1 white queen · e1 white king · g1 white knight · h1 white rook | a8 black rook · b8 black knight · c8 black bishop · d8 black queen · e8 black king · f8 black bishop · g8 black knight · a7 black pawn · b7 black pawn · c7 black pawn · d7 black pawn · e7 black pawn · h6 black rook · g5 black pawn · h5 black pawn · d4 white pawn · f4 black pawn · d3 white bishop · e3 white pawn · g3 white bishop · a2 white pawn · b2 white pawn · c2 white pawn · f2 white pawn · g2 white pawn · h2 white pawn · a1 white rook · b1 white knight · d1 white queen · e1 white king · g1 white knight · h1 white rook | 2 |
| 1 | a8 black rook · b8 black knight · c8 black bishop · d8 black queen · e8 black king · f8 black bishop · g8 black knight · a7 black pawn · b7 black pawn · c7 black pawn · d7 black pawn · e7 black pawn · h6 black rook · g5 black pawn · h5 black pawn · d4 white pawn · f4 black pawn · d3 white bishop · e3 white pawn · g3 white bishop · a2 white pawn · b2 white pawn · c2 white pawn · f2 white pawn · g2 white pawn · h2 white pawn · a1 white rook · b1 white knight · d1 white queen · e1 white king · g1 white knight · h1 white rook | a8 black rook · b8 black knight · c8 black bishop · d8 black queen · e8 black king · f8 black bishop · g8 black knight · a7 black pawn · b7 black pawn · c7 black pawn · d7 black pawn · e7 black pawn · h6 black rook · g5 black pawn · h5 black pawn · d4 white pawn · f4 black pawn · d3 white bishop · e3 white pawn · g3 white bishop · a2 white pawn · b2 white pawn · c2 white pawn · f2 white pawn · g2 white pawn · h2 white pawn · a1 white rook · b1 white knight · d1 white queen · e1 white king · g1 white knight · h1 white rook | a8 black rook · b8 black knight · c8 black bishop · d8 black queen · e8 black king · f8 black bishop · g8 black knight · a7 black pawn · b7 black pawn · c7 black pawn · d7 black pawn · e7 black pawn · h6 black rook · g5 black pawn · h5 black pawn · d4 white pawn · f4 black pawn · d3 white bishop · e3 white pawn · g3 white bishop · a2 white pawn · b2 white pawn · c2 white pawn · f2 white pawn · g2 white pawn · h2 white pawn · a1 white rook · b1 white knight · d1 white queen · e1 white king · g1 white knight · h1 white rook | a8 black rook · b8 black knight · c8 black bishop · d8 black queen · e8 black king · f8 black bishop · g8 black knight · a7 black pawn · b7 black pawn · c7 black pawn · d7 black pawn · e7 black pawn · h6 black rook · g5 black pawn · h5 black pawn · d4 white pawn · f4 black pawn · d3 white bishop · e3 white pawn · g3 white bishop · a2 white pawn · b2 white pawn · c2 white pawn · f2 white pawn · g2 white pawn · h2 white pawn · a1 white rook · b1 white knight · d1 white queen · e1 white king · g1 white knight · h1 white rook | a8 black rook · b8 black knight · c8 black bishop · d8 black queen · e8 black king · f8 black bishop · g8 black knight · a7 black pawn · b7 black pawn · c7 black pawn · d7 black pawn · e7 black pawn · h6 black rook · g5 black pawn · h5 black pawn · d4 white pawn · f4 black pawn · d3 white bishop · e3 white pawn · g3 white bishop · a2 white pawn · b2 white pawn · c2 white pawn · f2 white pawn · g2 white pawn · h2 white pawn · a1 white rook · b1 white knight · d1 white queen · e1 white king · g1 white knight · h1 white rook | a8 black rook · b8 black knight · c8 black bishop · d8 black queen · e8 black king · f8 black bishop · g8 black knight · a7 black pawn · b7 black pawn · c7 black pawn · d7 black pawn · e7 black pawn · h6 black rook · g5 black pawn · h5 black pawn · d4 white pawn · f4 black pawn · d3 white bishop · e3 white pawn · g3 white bishop · a2 white pawn · b2 white pawn · c2 white pawn · f2 white pawn · g2 white pawn · h2 white pawn · a1 white rook · b1 white knight · d1 white queen · e1 white king · g1 white knight · h1 white rook | a8 black rook · b8 black knight · c8 black bishop · d8 black queen · e8 black king · f8 black bishop · g8 black knight · a7 black pawn · b7 black pawn · c7 black pawn · d7 black pawn · e7 black pawn · h6 black rook · g5 black pawn · h5 black pawn · d4 white pawn · f4 black pawn · d3 white bishop · e3 white pawn · g3 white bishop · a2 white pawn · b2 white pawn · c2 white pawn · f2 white pawn · g2 white pawn · h2 white pawn · a1 white rook · b1 white knight · d1 white queen · e1 white king · g1 white knight · h1 white rook | a8 black rook · b8 black knight · c8 black bishop · d8 black queen · e8 black king · f8 black bishop · g8 black knight · a7 black pawn · b7 black pawn · c7 black pawn · d7 black pawn · e7 black pawn · h6 black rook · g5 black pawn · h5 black pawn · d4 white pawn · f4 black pawn · d3 white bishop · e3 white pawn · g3 white bishop · a2 white pawn · b2 white pawn · c2 white pawn · f2 white pawn · g2 white pawn · h2 white pawn · a1 white rook · b1 white knight · d1 white queen · e1 white king · g1 white knight · h1 white rook | 1 |
|   | a | b | c | d | e | f | g | h |   |

Một cái bẫy nổi tiếng trong Phòng thủ Hà Lan xảy ra trong ván cờ giữa Frank Melville Teed và Eugene Delmar vào năm 1896:
1.d4 f5 2. Bg5 h6 3. Bh4 g5 4. bg3 f4
Có vẻ như Đen đã ăn hơn được quân tượng, nhưng bây giờ đến. . .
5.e3
Đe dọa Qh5#.
5... h5 6. Bd3?!
Có lẽ 6. Be2 sẽ tốt hơn, nhưng nước đi trên đã đặt một cái bẫy.
6... Rh6 ??
Chống lại Bg6#, nhưng . . .
7. Qxh5+ !
Trắng thí Hậu để lôi kéo quân Xe đen khỏi sự kiểm soát đối với g6.
7. . . Rxh5 8. Bg6#

### Greco vs. NN
|   | a | b | c | d | e | f | g | h |   |
| 8 | a8 black rook · b8 black knight · d8 black queen · e8 black king · f8 black bishop · h8 black rook · a7 black pawn · c7 black pawn · d7 black pawn · e7 black pawn · h7 white pawn · b6 black pawn · g6 white bishop · h5 black knight · d4 white pawn · a2 white pawn · b2 white pawn · c2 white pawn · f2 white pawn · g2 black bishop · h2 white pawn · a1 white rook · b1 white knight · c1 white bishop · e1 white king · g1 white knight · h1 white rook | a8 black rook · b8 black knight · d8 black queen · e8 black king · f8 black bishop · h8 black rook · a7 black pawn · c7 black pawn · d7 black pawn · e7 black pawn · h7 white pawn · b6 black pawn · g6 white bishop · h5 black knight · d4 white pawn · a2 white pawn · b2 white pawn · c2 white pawn · f2 white pawn · g2 black bishop · h2 white pawn · a1 white rook · b1 white knight · c1 white bishop · e1 white king · g1 white knight · h1 white rook | a8 black rook · b8 black knight · d8 black queen · e8 black king · f8 black bishop · h8 black rook · a7 black pawn · c7 black pawn · d7 black pawn · e7 black pawn · h7 white pawn · b6 black pawn · g6 white bishop · h5 black knight · d4 white pawn · a2 white pawn · b2 white pawn · c2 white pawn · f2 white pawn · g2 black bishop · h2 white pawn · a1 white rook · b1 white knight · c1 white bishop · e1 white king · g1 white knight · h1 white rook | a8 black rook · b8 black knight · d8 black queen · e8 black king · f8 black bishop · h8 black rook · a7 black pawn · c7 black pawn · d7 black pawn · e7 black pawn · h7 white pawn · b6 black pawn · g6 white bishop · h5 black knight · d4 white pawn · a2 white pawn · b2 white pawn · c2 white pawn · f2 white pawn · g2 black bishop · h2 white pawn · a1 white rook · b1 white knight · c1 white bishop · e1 white king · g1 white knight · h1 white rook | a8 black rook · b8 black knight · d8 black queen · e8 black king · f8 black bishop · h8 black rook · a7 black pawn · c7 black pawn · d7 black pawn · e7 black pawn · h7 white pawn · b6 black pawn · g6 white bishop · h5 black knight · d4 white pawn · a2 white pawn · b2 white pawn · c2 white pawn · f2 white pawn · g2 black bishop · h2 white pawn · a1 white rook · b1 white knight · c1 white bishop · e1 white king · g1 white knight · h1 white rook | a8 black rook · b8 black knight · d8 black queen · e8 black king · f8 black bishop · h8 black rook · a7 black pawn · c7 black pawn · d7 black pawn · e7 black pawn · h7 white pawn · b6 black pawn · g6 white bishop · h5 black knight · d4 white pawn · a2 white pawn · b2 white pawn · c2 white pawn · f2 white pawn · g2 black bishop · h2 white pawn · a1 white rook · b1 white knight · c1 white bishop · e1 white king · g1 white knight · h1 white rook | a8 black rook · b8 black knight · d8 black queen · e8 black king · f8 black bishop · h8 black rook · a7 black pawn · c7 black pawn · d7 black pawn · e7 black pawn · h7 white pawn · b6 black pawn · g6 white bishop · h5 black knight · d4 white pawn · a2 white pawn · b2 white pawn · c2 white pawn · f2 white pawn · g2 black bishop · h2 white pawn · a1 white rook · b1 white knight · c1 white bishop · e1 white king · g1 white knight · h1 white rook | a8 black rook · b8 black knight · d8 black queen · e8 black king · f8 black bishop · h8 black rook · a7 black pawn · c7 black pawn · d7 black pawn · e7 black pawn · h7 white pawn · b6 black pawn · g6 white bishop · h5 black knight · d4 white pawn · a2 white pawn · b2 white pawn · c2 white pawn · f2 white pawn · g2 black bishop · h2 white pawn · a1 white rook · b1 white knight · c1 white bishop · e1 white king · g1 white knight · h1 white rook | 8 |
| 7 | a8 black rook · b8 black knight · d8 black queen · e8 black king · f8 black bishop · h8 black rook · a7 black pawn · c7 black pawn · d7 black pawn · e7 black pawn · h7 white pawn · b6 black pawn · g6 white bishop · h5 black knight · d4 white pawn · a2 white pawn · b2 white pawn · c2 white pawn · f2 white pawn · g2 black bishop · h2 white pawn · a1 white rook · b1 white knight · c1 white bishop · e1 white king · g1 white knight · h1 white rook | a8 black rook · b8 black knight · d8 black queen · e8 black king · f8 black bishop · h8 black rook · a7 black pawn · c7 black pawn · d7 black pawn · e7 black pawn · h7 white pawn · b6 black pawn · g6 white bishop · h5 black knight · d4 white pawn · a2 white pawn · b2 white pawn · c2 white pawn · f2 white pawn · g2 black bishop · h2 white pawn · a1 white rook · b1 white knight · c1 white bishop · e1 white king · g1 white knight · h1 white rook | a8 black rook · b8 black knight · d8 black queen · e8 black king · f8 black bishop · h8 black rook · a7 black pawn · c7 black pawn · d7 black pawn · e7 black pawn · h7 white pawn · b6 black pawn · g6 white bishop · h5 black knight · d4 white pawn · a2 white pawn · b2 white pawn · c2 white pawn · f2 white pawn · g2 black bishop · h2 white pawn · a1 white rook · b1 white knight · c1 white bishop · e1 white king · g1 white knight · h1 white rook | a8 black rook · b8 black knight · d8 black queen · e8 black king · f8 black bishop · h8 black rook · a7 black pawn · c7 black pawn · d7 black pawn · e7 black pawn · h7 white pawn · b6 black pawn · g6 white bishop · h5 black knight · d4 white pawn · a2 white pawn · b2 white pawn · c2 white pawn · f2 white pawn · g2 black bishop · h2 white pawn · a1 white rook · b1 white knight · c1 white bishop · e1 white king · g1 white knight · h1 white rook | a8 black rook · b8 black knight · d8 black queen · e8 black king · f8 black bishop · h8 black rook · a7 black pawn · c7 black pawn · d7 black pawn · e7 black pawn · h7 white pawn · b6 black pawn · g6 white bishop · h5 black knight · d4 white pawn · a2 white pawn · b2 white pawn · c2 white pawn · f2 white pawn · g2 black bishop · h2 white pawn · a1 white rook · b1 white knight · c1 white bishop · e1 white king · g1 white knight · h1 white rook | a8 black rook · b8 black knight · d8 black queen · e8 black king · f8 black bishop · h8 black rook · a7 black pawn · c7 black pawn · d7 black pawn · e7 black pawn · h7 white pawn · b6 black pawn · g6 white bishop · h5 black knight · d4 white pawn · a2 white pawn · b2 white pawn · c2 white pawn · f2 white pawn · g2 black bishop · h2 white pawn · a1 white rook · b1 white knight · c1 white bishop · e1 white king · g1 white knight · h1 white rook | a8 black rook · b8 black knight · d8 black queen · e8 black king · f8 black bishop · h8 black rook · a7 black pawn · c7 black pawn · d7 black pawn · e7 black pawn · h7 white pawn · b6 black pawn · g6 white bishop · h5 black knight · d4 white pawn · a2 white pawn · b2 white pawn · c2 white pawn · f2 white pawn · g2 black bishop · h2 white pawn · a1 white rook · b1 white knight · c1 white bishop · e1 white king · g1 white knight · h1 white rook | a8 black rook · b8 black knight · d8 black queen · e8 black king · f8 black bishop · h8 black rook · a7 black pawn · c7 black pawn · d7 black pawn · e7 black pawn · h7 white pawn · b6 black pawn · g6 white bishop · h5 black knight · d4 white pawn · a2 white pawn · b2 white pawn · c2 white pawn · f2 white pawn · g2 black bishop · h2 white pawn · a1 white rook · b1 white knight · c1 white bishop · e1 white king · g1 white knight · h1 white rook | 7 |
| 6 | a8 black rook · b8 black knight · d8 black queen · e8 black king · f8 black bishop · h8 black rook · a7 black pawn · c7 black pawn · d7 black pawn · e7 black pawn · h7 white pawn · b6 black pawn · g6 white bishop · h5 black knight · d4 white pawn · a2 white pawn · b2 white pawn · c2 white pawn · f2 white pawn · g2 black bishop · h2 white pawn · a1 white rook · b1 white knight · c1 white bishop · e1 white king · g1 white knight · h1 white rook | a8 black rook · b8 black knight · d8 black queen · e8 black king · f8 black bishop · h8 black rook · a7 black pawn · c7 black pawn · d7 black pawn · e7 black pawn · h7 white pawn · b6 black pawn · g6 white bishop · h5 black knight · d4 white pawn · a2 white pawn · b2 white pawn · c2 white pawn · f2 white pawn · g2 black bishop · h2 white pawn · a1 white rook · b1 white knight · c1 white bishop · e1 white king · g1 white knight · h1 white rook | a8 black rook · b8 black knight · d8 black queen · e8 black king · f8 black bishop · h8 black rook · a7 black pawn · c7 black pawn · d7 black pawn · e7 black pawn · h7 white pawn · b6 black pawn · g6 white bishop · h5 black knight · d4 white pawn · a2 white pawn · b2 white pawn · c2 white pawn · f2 white pawn · g2 black bishop · h2 white pawn · a1 white rook · b1 white knight · c1 white bishop · e1 white king · g1 white knight · h1 white rook | a8 black rook · b8 black knight · d8 black queen · e8 black king · f8 black bishop · h8 black rook · a7 black pawn · c7 black pawn · d7 black pawn · e7 black pawn · h7 white pawn · b6 black pawn · g6 white bishop · h5 black knight · d4 white pawn · a2 white pawn · b2 white pawn · c2 white pawn · f2 white pawn · g2 black bishop · h2 white pawn · a1 white rook · b1 white knight · c1 white bishop · e1 white king · g1 white knight · h1 white rook | a8 black rook · b8 black knight · d8 black queen · e8 black king · f8 black bishop · h8 black rook · a7 black pawn · c7 black pawn · d7 black pawn · e7 black pawn · h7 white pawn · b6 black pawn · g6 white bishop · h5 black knight · d4 white pawn · a2 white pawn · b2 white pawn · c2 white pawn · f2 white pawn · g2 black bishop · h2 white pawn · a1 white rook · b1 white knight · c1 white bishop · e1 white king · g1 white knight · h1 white rook | a8 black rook · b8 black knight · d8 black queen · e8 black king · f8 black bishop · h8 black rook · a7 black pawn · c7 black pawn · d7 black pawn · e7 black pawn · h7 white pawn · b6 black pawn · g6 white bishop · h5 black knight · d4 white pawn · a2 white pawn · b2 white pawn · c2 white pawn · f2 white pawn · g2 black bishop · h2 white pawn · a1 white rook · b1 white knight · c1 white bishop · e1 white king · g1 white knight · h1 white rook | a8 black rook · b8 black knight · d8 black queen · e8 black king · f8 black bishop · h8 black rook · a7 black pawn · c7 black pawn · d7 black pawn · e7 black pawn · h7 white pawn · b6 black pawn · g6 white bishop · h5 black knight · d4 white pawn · a2 white pawn · b2 white pawn · c2 white pawn · f2 white pawn · g2 black bishop · h2 white pawn · a1 white rook · b1 white knight · c1 white bishop · e1 white king · g1 white knight · h1 white rook | a8 black rook · b8 black knight · d8 black queen · e8 black king · f8 black bishop · h8 black rook · a7 black pawn · c7 black pawn · d7 black pawn · e7 black pawn · h7 white pawn · b6 black pawn · g6 white bishop · h5 black knight · d4 white pawn · a2 white pawn · b2 white pawn · c2 white pawn · f2 white pawn · g2 black bishop · h2 white pawn · a1 white rook · b1 white knight · c1 white bishop · e1 white king · g1 white knight · h1 white rook | 6 |
| 5 | a8 black rook · b8 black knight · d8 black queen · e8 black king · f8 black bishop · h8 black rook · a7 black pawn · c7 black pawn · d7 black pawn · e7 black pawn · h7 white pawn · b6 black pawn · g6 white bishop · h5 black knight · d4 white pawn · a2 white pawn · b2 white pawn · c2 white pawn · f2 white pawn · g2 black bishop · h2 white pawn · a1 white rook · b1 white knight · c1 white bishop · e1 white king · g1 white knight · h1 white rook | a8 black rook · b8 black knight · d8 black queen · e8 black king · f8 black bishop · h8 black rook · a7 black pawn · c7 black pawn · d7 black pawn · e7 black pawn · h7 white pawn · b6 black pawn · g6 white bishop · h5 black knight · d4 white pawn · a2 white pawn · b2 white pawn · c2 white pawn · f2 white pawn · g2 black bishop · h2 white pawn · a1 white rook · b1 white knight · c1 white bishop · e1 white king · g1 white knight · h1 white rook | a8 black rook · b8 black knight · d8 black queen · e8 black king · f8 black bishop · h8 black rook · a7 black pawn · c7 black pawn · d7 black pawn · e7 black pawn · h7 white pawn · b6 black pawn · g6 white bishop · h5 black knight · d4 white pawn · a2 white pawn · b2 white pawn · c2 white pawn · f2 white pawn · g2 black bishop · h2 white pawn · a1 white rook · b1 white knight · c1 white bishop · e1 white king · g1 white knight · h1 white rook | a8 black rook · b8 black knight · d8 black queen · e8 black king · f8 black bishop · h8 black rook · a7 black pawn · c7 black pawn · d7 black pawn · e7 black pawn · h7 white pawn · b6 black pawn · g6 white bishop · h5 black knight · d4 white pawn · a2 white pawn · b2 white pawn · c2 white pawn · f2 white pawn · g2 black bishop · h2 white pawn · a1 white rook · b1 white knight · c1 white bishop · e1 white king · g1 white knight · h1 white rook | a8 black rook · b8 black knight · d8 black queen · e8 black king · f8 black bishop · h8 black rook · a7 black pawn · c7 black pawn · d7 black pawn · e7 black pawn · h7 white pawn · b6 black pawn · g6 white bishop · h5 black knight · d4 white pawn · a2 white pawn · b2 white pawn · c2 white pawn · f2 white pawn · g2 black bishop · h2 white pawn · a1 white rook · b1 white knight · c1 white bishop · e1 white king · g1 white knight · h1 white rook | a8 black rook · b8 black knight · d8 black queen · e8 black king · f8 black bishop · h8 black rook · a7 black pawn · c7 black pawn · d7 black pawn · e7 black pawn · h7 white pawn · b6 black pawn · g6 white bishop · h5 black knight · d4 white pawn · a2 white pawn · b2 white pawn · c2 white pawn · f2 white pawn · g2 black bishop · h2 white pawn · a1 white rook · b1 white knight · c1 white bishop · e1 white king · g1 white knight · h1 white rook | a8 black rook · b8 black knight · d8 black queen · e8 black king · f8 black bishop · h8 black rook · a7 black pawn · c7 black pawn · d7 black pawn · e7 black pawn · h7 white pawn · b6 black pawn · g6 white bishop · h5 black knight · d4 white pawn · a2 white pawn · b2 white pawn · c2 white pawn · f2 white pawn · g2 black bishop · h2 white pawn · a1 white rook · b1 white knight · c1 white bishop · e1 white king · g1 white knight · h1 white rook | a8 black rook · b8 black knight · d8 black queen · e8 black king · f8 black bishop · h8 black rook · a7 black pawn · c7 black pawn · d7 black pawn · e7 black pawn · h7 white pawn · b6 black pawn · g6 white bishop · h5 black knight · d4 white pawn · a2 white pawn · b2 white pawn · c2 white pawn · f2 white pawn · g2 black bishop · h2 white pawn · a1 white rook · b1 white knight · c1 white bishop · e1 white king · g1 white knight · h1 white rook | 5 |
| 4 | a8 black rook · b8 black knight · d8 black queen · e8 black king · f8 black bishop · h8 black rook · a7 black pawn · c7 black pawn · d7 black pawn · e7 black pawn · h7 white pawn · b6 black pawn · g6 white bishop · h5 black knight · d4 white pawn · a2 white pawn · b2 white pawn · c2 white pawn · f2 white pawn · g2 black bishop · h2 white pawn · a1 white rook · b1 white knight · c1 white bishop · e1 white king · g1 white knight · h1 white rook | a8 black rook · b8 black knight · d8 black queen · e8 black king · f8 black bishop · h8 black rook · a7 black pawn · c7 black pawn · d7 black pawn · e7 black pawn · h7 white pawn · b6 black pawn · g6 white bishop · h5 black knight · d4 white pawn · a2 white pawn · b2 white pawn · c2 white pawn · f2 white pawn · g2 black bishop · h2 white pawn · a1 white rook · b1 white knight · c1 white bishop · e1 white king · g1 white knight · h1 white rook | a8 black rook · b8 black knight · d8 black queen · e8 black king · f8 black bishop · h8 black rook · a7 black pawn · c7 black pawn · d7 black pawn · e7 black pawn · h7 white pawn · b6 black pawn · g6 white bishop · h5 black knight · d4 white pawn · a2 white pawn · b2 white pawn · c2 white pawn · f2 white pawn · g2 black bishop · h2 white pawn · a1 white rook · b1 white knight · c1 white bishop · e1 white king · g1 white knight · h1 white rook | a8 black rook · b8 black knight · d8 black queen · e8 black king · f8 black bishop · h8 black rook · a7 black pawn · c7 black pawn · d7 black pawn · e7 black pawn · h7 white pawn · b6 black pawn · g6 white bishop · h5 black knight · d4 white pawn · a2 white pawn · b2 white pawn · c2 white pawn · f2 white pawn · g2 black bishop · h2 white pawn · a1 white rook · b1 white knight · c1 white bishop · e1 white king · g1 white knight · h1 white rook | a8 black rook · b8 black knight · d8 black queen · e8 black king · f8 black bishop · h8 black rook · a7 black pawn · c7 black pawn · d7 black pawn · e7 black pawn · h7 white pawn · b6 black pawn · g6 white bishop · h5 black knight · d4 white pawn · a2 white pawn · b2 white pawn · c2 white pawn · f2 white pawn · g2 black bishop · h2 white pawn · a1 white rook · b1 white knight · c1 white bishop · e1 white king · g1 white knight · h1 white rook | a8 black rook · b8 black knight · d8 black queen · e8 black king · f8 black bishop · h8 black rook · a7 black pawn · c7 black pawn · d7 black pawn · e7 black pawn · h7 white pawn · b6 black pawn · g6 white bishop · h5 black knight · d4 white pawn · a2 white pawn · b2 white pawn · c2 white pawn · f2 white pawn · g2 black bishop · h2 white pawn · a1 white rook · b1 white knight · c1 white bishop · e1 white king · g1 white knight · h1 white rook | a8 black rook · b8 black knight · d8 black queen · e8 black king · f8 black bishop · h8 black rook · a7 black pawn · c7 black pawn · d7 black pawn · e7 black pawn · h7 white pawn · b6 black pawn · g6 white bishop · h5 black knight · d4 white pawn · a2 white pawn · b2 white pawn · c2 white pawn · f2 white pawn · g2 black bishop · h2 white pawn · a1 white rook · b1 white knight · c1 white bishop · e1 white king · g1 white knight · h1 white rook | a8 black rook · b8 black knight · d8 black queen · e8 black king · f8 black bishop · h8 black rook · a7 black pawn · c7 black pawn · d7 black pawn · e7 black pawn · h7 white pawn · b6 black pawn · g6 white bishop · h5 black knight · d4 white pawn · a2 white pawn · b2 white pawn · c2 white pawn · f2 white pawn · g2 black bishop · h2 white pawn · a1 white rook · b1 white knight · c1 white bishop · e1 white king · g1 white knight · h1 white rook | 4 |
| 3 | a8 black rook · b8 black knight · d8 black queen · e8 black king · f8 black bishop · h8 black rook · a7 black pawn · c7 black pawn · d7 black pawn · e7 black pawn · h7 white pawn · b6 black pawn · g6 white bishop · h5 black knight · d4 white pawn · a2 white pawn · b2 white pawn · c2 white pawn · f2 white pawn · g2 black bishop · h2 white pawn · a1 white rook · b1 white knight · c1 white bishop · e1 white king · g1 white knight · h1 white rook | a8 black rook · b8 black knight · d8 black queen · e8 black king · f8 black bishop · h8 black rook · a7 black pawn · c7 black pawn · d7 black pawn · e7 black pawn · h7 white pawn · b6 black pawn · g6 white bishop · h5 black knight · d4 white pawn · a2 white pawn · b2 white pawn · c2 white pawn · f2 white pawn · g2 black bishop · h2 white pawn · a1 white rook · b1 white knight · c1 white bishop · e1 white king · g1 white knight · h1 white rook | a8 black rook · b8 black knight · d8 black queen · e8 black king · f8 black bishop · h8 black rook · a7 black pawn · c7 black pawn · d7 black pawn · e7 black pawn · h7 white pawn · b6 black pawn · g6 white bishop · h5 black knight · d4 white pawn · a2 white pawn · b2 white pawn · c2 white pawn · f2 white pawn · g2 black bishop · h2 white pawn · a1 white rook · b1 white knight · c1 white bishop · e1 white king · g1 white knight · h1 white rook | a8 black rook · b8 black knight · d8 black queen · e8 black king · f8 black bishop · h8 black rook · a7 black pawn · c7 black pawn · d7 black pawn · e7 black pawn · h7 white pawn · b6 black pawn · g6 white bishop · h5 black knight · d4 white pawn · a2 white pawn · b2 white pawn · c2 white pawn · f2 white pawn · g2 black bishop · h2 white pawn · a1 white rook · b1 white knight · c1 white bishop · e1 white king · g1 white knight · h1 white rook | a8 black rook · b8 black knight · d8 black queen · e8 black king · f8 black bishop · h8 black rook · a7 black pawn · c7 black pawn · d7 black pawn · e7 black pawn · h7 white pawn · b6 black pawn · g6 white bishop · h5 black knight · d4 white pawn · a2 white pawn · b2 white pawn · c2 white pawn · f2 white pawn · g2 black bishop · h2 white pawn · a1 white rook · b1 white knight · c1 white bishop · e1 white king · g1 white knight · h1 white rook | a8 black rook · b8 black knight · d8 black queen · e8 black king · f8 black bishop · h8 black rook · a7 black pawn · c7 black pawn · d7 black pawn · e7 black pawn · h7 white pawn · b6 black pawn · g6 white bishop · h5 black knight · d4 white pawn · a2 white pawn · b2 white pawn · c2 white pawn · f2 white pawn · g2 black bishop · h2 white pawn · a1 white rook · b1 white knight · c1 white bishop · e1 white king · g1 white knight · h1 white rook | a8 black rook · b8 black knight · d8 black queen · e8 black king · f8 black bishop · h8 black rook · a7 black pawn · c7 black pawn · d7 black pawn · e7 black pawn · h7 white pawn · b6 black pawn · g6 white bishop · h5 black knight · d4 white pawn · a2 white pawn · b2 white pawn · c2 white pawn · f2 white pawn · g2 black bishop · h2 white pawn · a1 white rook · b1 white knight · c1 white bishop · e1 white king · g1 white knight · h1 white rook | a8 black rook · b8 black knight · d8 black queen · e8 black king · f8 black bishop · h8 black rook · a7 black pawn · c7 black pawn · d7 black pawn · e7 black pawn · h7 white pawn · b6 black pawn · g6 white bishop · h5 black knight · d4 white pawn · a2 white pawn · b2 white pawn · c2 white pawn · f2 white pawn · g2 black bishop · h2 white pawn · a1 white rook · b1 white knight · c1 white bishop · e1 white king · g1 white knight · h1 white rook | 3 |
| 2 | a8 black rook · b8 black knight · d8 black queen · e8 black king · f8 black bishop · h8 black rook · a7 black pawn · c7 black pawn · d7 black pawn · e7 black pawn · h7 white pawn · b6 black pawn · g6 white bishop · h5 black knight · d4 white pawn · a2 white pawn · b2 white pawn · c2 white pawn · f2 white pawn · g2 black bishop · h2 white pawn · a1 white rook · b1 white knight · c1 white bishop · e1 white king · g1 white knight · h1 white rook | a8 black rook · b8 black knight · d8 black queen · e8 black king · f8 black bishop · h8 black rook · a7 black pawn · c7 black pawn · d7 black pawn · e7 black pawn · h7 white pawn · b6 black pawn · g6 white bishop · h5 black knight · d4 white pawn · a2 white pawn · b2 white pawn · c2 white pawn · f2 white pawn · g2 black bishop · h2 white pawn · a1 white rook · b1 white knight · c1 white bishop · e1 white king · g1 white knight · h1 white rook | a8 black rook · b8 black knight · d8 black queen · e8 black king · f8 black bishop · h8 black rook · a7 black pawn · c7 black pawn · d7 black pawn · e7 black pawn · h7 white pawn · b6 black pawn · g6 white bishop · h5 black knight · d4 white pawn · a2 white pawn · b2 white pawn · c2 white pawn · f2 white pawn · g2 black bishop · h2 white pawn · a1 white rook · b1 white knight · c1 white bishop · e1 white king · g1 white knight · h1 white rook | a8 black rook · b8 black knight · d8 black queen · e8 black king · f8 black bishop · h8 black rook · a7 black pawn · c7 black pawn · d7 black pawn · e7 black pawn · h7 white pawn · b6 black pawn · g6 white bishop · h5 black knight · d4 white pawn · a2 white pawn · b2 white pawn · c2 white pawn · f2 white pawn · g2 black bishop · h2 white pawn · a1 white rook · b1 white knight · c1 white bishop · e1 white king · g1 white knight · h1 white rook | a8 black rook · b8 black knight · d8 black queen · e8 black king · f8 black bishop · h8 black rook · a7 black pawn · c7 black pawn · d7 black pawn · e7 black pawn · h7 white pawn · b6 black pawn · g6 white bishop · h5 black knight · d4 white pawn · a2 white pawn · b2 white pawn · c2 white pawn · f2 white pawn · g2 black bishop · h2 white pawn · a1 white rook · b1 white knight · c1 white bishop · e1 white king · g1 white knight · h1 white rook | a8 black rook · b8 black knight · d8 black queen · e8 black king · f8 black bishop · h8 black rook · a7 black pawn · c7 black pawn · d7 black pawn · e7 black pawn · h7 white pawn · b6 black pawn · g6 white bishop · h5 black knight · d4 white pawn · a2 white pawn · b2 white pawn · c2 white pawn · f2 white pawn · g2 black bishop · h2 white pawn · a1 white rook · b1 white knight · c1 white bishop · e1 white king · g1 white knight · h1 white rook | a8 black rook · b8 black knight · d8 black queen · e8 black king · f8 black bishop · h8 black rook · a7 black pawn · c7 black pawn · d7 black pawn · e7 black pawn · h7 white pawn · b6 black pawn · g6 white bishop · h5 black knight · d4 white pawn · a2 white pawn · b2 white pawn · c2 white pawn · f2 white pawn · g2 black bishop · h2 white pawn · a1 white rook · b1 white knight · c1 white bishop · e1 white king · g1 white knight · h1 white rook | a8 black rook · b8 black knight · d8 black queen · e8 black king · f8 black bishop · h8 black rook · a7 black pawn · c7 black pawn · d7 black pawn · e7 black pawn · h7 white pawn · b6 black pawn · g6 white bishop · h5 black knight · d4 white pawn · a2 white pawn · b2 white pawn · c2 white pawn · f2 white pawn · g2 black bishop · h2 white pawn · a1 white rook · b1 white knight · c1 white bishop · e1 white king · g1 white knight · h1 white rook | 2 |
| 1 | a8 black rook · b8 black knight · d8 black queen · e8 black king · f8 black bishop · h8 black rook · a7 black pawn · c7 black pawn · d7 black pawn · e7 black pawn · h7 white pawn · b6 black pawn · g6 white bishop · h5 black knight · d4 white pawn · a2 white pawn · b2 white pawn · c2 white pawn · f2 white pawn · g2 black bishop · h2 white pawn · a1 white rook · b1 white knight · c1 white bishop · e1 white king · g1 white knight · h1 white rook | a8 black rook · b8 black knight · d8 black queen · e8 black king · f8 black bishop · h8 black rook · a7 black pawn · c7 black pawn · d7 black pawn · e7 black pawn · h7 white pawn · b6 black pawn · g6 white bishop · h5 black knight · d4 white pawn · a2 white pawn · b2 white pawn · c2 white pawn · f2 white pawn · g2 black bishop · h2 white pawn · a1 white rook · b1 white knight · c1 white bishop · e1 white king · g1 white knight · h1 white rook | a8 black rook · b8 black knight · d8 black queen · e8 black king · f8 black bishop · h8 black rook · a7 black pawn · c7 black pawn · d7 black pawn · e7 black pawn · h7 white pawn · b6 black pawn · g6 white bishop · h5 black knight · d4 white pawn · a2 white pawn · b2 white pawn · c2 white pawn · f2 white pawn · g2 black bishop · h2 white pawn · a1 white rook · b1 white knight · c1 white bishop · e1 white king · g1 white knight · h1 white rook | a8 black rook · b8 black knight · d8 black queen · e8 black king · f8 black bishop · h8 black rook · a7 black pawn · c7 black pawn · d7 black pawn · e7 black pawn · h7 white pawn · b6 black pawn · g6 white bishop · h5 black knight · d4 white pawn · a2 white pawn · b2 white pawn · c2 white pawn · f2 white pawn · g2 black bishop · h2 white pawn · a1 white rook · b1 white knight · c1 white bishop · e1 white king · g1 white knight · h1 white rook | a8 black rook · b8 black knight · d8 black queen · e8 black king · f8 black bishop · h8 black rook · a7 black pawn · c7 black pawn · d7 black pawn · e7 black pawn · h7 white pawn · b6 black pawn · g6 white bishop · h5 black knight · d4 white pawn · a2 white pawn · b2 white pawn · c2 white pawn · f2 white pawn · g2 black bishop · h2 white pawn · a1 white rook · b1 white knight · c1 white bishop · e1 white king · g1 white knight · h1 white rook | a8 black rook · b8 black knight · d8 black queen · e8 black king · f8 black bishop · h8 black rook · a7 black pawn · c7 black pawn · d7 black pawn · e7 black pawn · h7 white pawn · b6 black pawn · g6 white bishop · h5 black knight · d4 white pawn · a2 white pawn · b2 white pawn · c2 white pawn · f2 white pawn · g2 black bishop · h2 white pawn · a1 white rook · b1 white knight · c1 white bishop · e1 white king · g1 white knight · h1 white rook | a8 black rook · b8 black knight · d8 black queen · e8 black king · f8 black bishop · h8 black rook · a7 black pawn · c7 black pawn · d7 black pawn · e7 black pawn · h7 white pawn · b6 black pawn · g6 white bishop · h5 black knight · d4 white pawn · a2 white pawn · b2 white pawn · c2 white pawn · f2 white pawn · g2 black bishop · h2 white pawn · a1 white rook · b1 white knight · c1 white bishop · e1 white king · g1 white knight · h1 white rook | a8 black rook · b8 black knight · d8 black queen · e8 black king · f8 black bishop · h8 black rook · a7 black pawn · c7 black pawn · d7 black pawn · e7 black pawn · h7 white pawn · b6 black pawn · g6 white bishop · h5 black knight · d4 white pawn · a2 white pawn · b2 white pawn · c2 white pawn · f2 white pawn · g2 black bishop · h2 white pawn · a1 white rook · b1 white knight · c1 white bishop · e1 white king · g1 white knight · h1 white rook | 1 |
|   | a | b | c | d | e | f | g | h |   |

Một cái bẫy tương tự đã xảy ra trong một ván cờ do Gioachino Greco công bố năm 1625:
1. e4 b6
2. d4 Bb7
3. Bd3 f5?
4. exf5 Bxg2?
5. Qh5+ g6
6. fxg6 Nf6??
6...Tg7 sẽ giúp ván đấu kéo dài thêm khi mà nước đi này giải phóng ô f8 cho Vua chạy sang. Trắng vẫn sẽ thắng trong tình huống đó với 7.Hf5! Mf6 8.Th6 Txh6 9.gxh7 Txh1 10.Hg6+ Vf8 11.Hxh6+ Vf7 12.Mh3, nhưng thế là chậm hơn nhiều so với trong ván.
7. gxh7+! Nxh5 8. Bg6#